# RSC Anderlecht in het seizoen 2017/18
Dit artikel beschrijft de prestaties van de Belgische voetbalclub RSC Anderlecht in het seizoen 2017–2018.

## Gebeurtenissen

### Trainerswissel

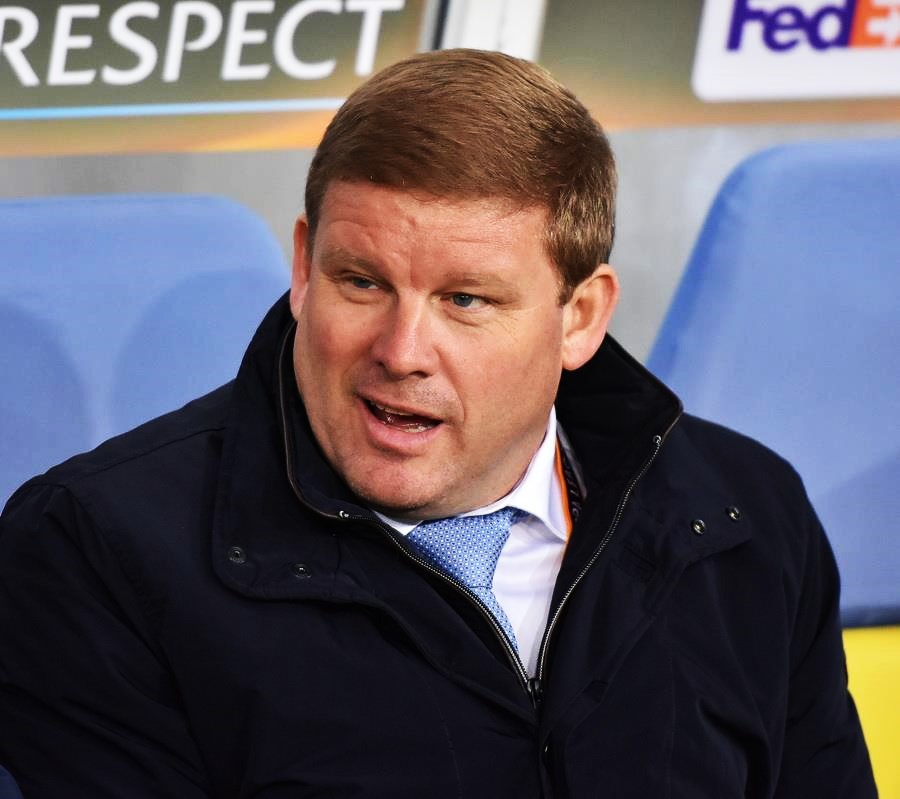
Op 3 oktober 2017 werd Hein Vanhaezebrouck trainer van Anderlecht.

Hoewel Anderlecht in 2017 de landstitel veroverd had, kwam trainer René Weiler in het seizoen 2017/18 al snel onder vuur te liggen. De aanvallende en aantrekkelijke speelwijze die van de Zwitser verlangd werd, werd niet gebracht. Daarnaast slaagde hij er niet in spelverdeler Sven Kums, die de club voor 6 miljoen euro had aangetrokken, te laten renderen. Daarnaast zorgde de Zwitserse trainer ook voor veel ophef door de middenvelder in de Champions League-wedstrijd tegen Bayern München te laten starten als libero. Het experiment werd een fiasco: Kums kreeg al na elf minuten een rode kaart en Anderlecht verloor het duel met 3–0. Na afloop legde Weiler de schuld bij de speler. Enkele dagen later speelde Anderlecht in de competitie gelijk tegen KV Kortrijk (2–2). De supporters riepen tijdens de wedstrijd zelfs bij de Anderlechtse doelpunten om het ontslag van de coach. Na afloop volgde er in de catacomben van het Guldensporenstadion een crisisberaad tussen Weiler en manager Herman Van Holsbeeck. Twee dagen later, op 18 september 2017, werd de samenwerking met Weiler stopgezet.
Assistent-trainer Nicolás Frutos werd tijdelijk gepromoveerd tot hoofdcoach. Onder zijn leiding won Anderlecht twee competitiewedstrijden op rij, waaronder de topper tegen Standard Luik (1–0). In de beker loodste hij de Brusselaars naar de 1/8 finale, maar in de Champions League kon hij geen punten verzamelen.
Op 3 oktober 2017 werd Hein Vanhaezebrouck, die enkele dagen eerder omwille van teleurstellend resultaten was opgestapt bij AA Gent, aangesteld als de nieuwe hoofdcoach. Vanhaezebrouck hoopte dat gewezen Anderlecht-speler Yves Vanderhaeghe zijn assistent zou worden, maar Vanderhaeghe koos er uiteindelijk voor om Vanhaezebrouck op te volgen als hoofdcoach van Gent. Karim Belhocine en Gino Caen werden uiteindelijk aangeworven als Vanhaezebroucks assistenten.

### Eurostadion
In december 2013 bereikte Anderlecht een akkoord met de Koninklijke Belgische Voetbalbond (KBVB) om samen een nieuw voetbalstadion te bouwen op Parking C van de Heizel. Met het stadion, dat zou gebouwd worden door het bouwbedrijf Ghelamco van ondernemer Paul Gheysens en aan Anderlecht zou verhuurd worden, verbond België zich ook aan de organisatie van het EK 2020. De stadionplannen kregen veel kritiek te verduren uit zowel de voetbal- en atletiekwereld als de politiek. De UEFA volgde het project op de voet en legde België een deadline op. Doordat het bouwproject niet tijdig een milieuvergunning verkreeg, besloot de UEFA in begin december 2017 om België te schrappen als een van de gastlanden voor het EK 2020. Anderlecht had zich eerder, in februari 2017, al uit het project teruggetrokken. Dit tot grote ergernis van Gheysens, die dreigde met een schadeclaim van miljoenen euro's als de club een principeakkoord dat het in het Eurostadiondossier met Ghelamco bereikt had niet zou naleven. Vervolgens probeerde Gheysens zich bij de club binnen te werken door de aandelen van de familie Vanden Stock over te kopen.

### Machtswissel in het bestuur
In november 2017 raakte bekend dat voorzitter Roger Vanden Stock en zijn neef Philippe Collin hun aandelen te koop hadden aangeboden via makelaar Christophe Henrotay en een vertrek uit de club overwogen. Binnen de familie Vanden Stock, die de club al sinds 1971 in handen had, was er geen interesse om voorzitter Roger Vanden Stock op te volgen. Onder meer de namen van Paul Gheysens, Wouter Vandenhaute en de Oezbeeks-Russische zakenman Alisjer Oesmanov werden aanvankelijk genoemd als kandidaat-overnemers. Op 20 december 2017 werden de overnameboden bestudeerd door de raad van bestuur van de Brusselse club.
In de Belgische media was sprake van vier pistes. Paul Gheysens, eigenaar van Antwerp FC, deed een bod via zijn kinderen. Wouter Vandenhaute, die aanvankelijk met Gheysens samenwerkte aan een voorstel tot overname, koos ervoor om zich samen met een groep bevriende investeerders, waaronder Johnny Thijs, kandidaat te stellen. Verder was er ook een groep rond aandeelhouders van BESIX, waaronder Johan Beerlandt. Bij de vierde piste waren volgens de pers Michaël Verschueren, zoon van gewezen Anderlecht-manager Michel Verschueren, en Jan Peeters, de gewezen rechterhand van Marc Coucke bij het farmaceutisch bedrijf Omega Pharma, betrokken. Uiteindelijk raakte op 20 december 2017 bekend dat het Coucke zelf was die zo'n 75 procent van de clubaandelen zou overnemen, voor een bedrag dat tussen 70 en 100 miljoen euro werd geschat. Coucke, die in 2013 al KV Oostende had overgenomen, bevestigde de overname van Anderlecht via Twitter en verklaarde dat hij Oostende 'zou doorgeven'. Later kwam aan het licht dat het bod van Coucke mee gefinancierd werd door de West-Vlaamse ondernemer Joris Ide.
Op 22 december 2018 verklaarde Coucke in een persconferentie dat hij de rol van voorzitter op 1 maart 2018 zou overnemen van Vanden Stock, die vanaf dan de titel van erevoorzitter zou krijgen. Daarnaast ontkende hij dat zijn vroegere zakenpartner Jan Peeters bij zijn overnamebod betrokken was. Coucke bevestigde wel dat Ide zijn vennoot was. Op 8 februari werd Peter Callant voorgesteld als Couckes opvolger bij Oostende. Coucke zelf behield 9 procent van de aandelen van de West-Vlaamse club. Op 28 maart 2018 keurde de Belgische Mededingingsautoriteit (MDA) zijn overname van Anderlecht goed en werd hij officieel voorzitter van de club. Op 6 april 2018 nam de club ook afscheid van sportief manager Herman Van Holsbeeck en werd de van KV Oostende overgekomen Luc Devroe officieel voorgesteld als zijn opvolger.

### Transfers
Anderlecht nam meteen na afloop van het seizoen 2016/17 afscheid van Youri Tielemans, die voor 25 miljoen euro naar AS Monaco vertrok. Verder liet de club ook jongeren als Michaël Heylen, Andy Kawaya, Hervé Matthys, Nathan de Medina en Orel Mangala definitief vertrekken. Leander Dendoncker rekende net als Tielemans op een lucratieve transfer naar het buitenland, maar moest tot zijn ergernis in Anderlecht blijven. Frank Acheampong werd met aankoopoptie uitgeleend aan Tianjin Teda en in november 2017 definitief overgenomen door de Chinese club. Spits Isaac Kiese Thelin werd in augustus definitief overgenomen van Girondins de Bordeaux en nadien uitgeleend aan Waasland-Beveren.
De opvallendste zomeraankoop was Sven Kums. De Gouden Schoen van 2015 werd na een uitleenbeurt aan Udinese voor zo'n 6 miljoen euro overgenomen van Watford FC. De gewezen spelverdeler van AA Gent werd binnengehaald als de vervanger van Tielemans, maar zou onder Weiler nog zijn beste vorm vinden. Bram Nuytinck maakte de omgekeerde beweging; hij ruilde Anderlecht in voor Udinese. Met doelman Matz Sels, die gehuurd werd van Newcastle United, trok Anderlecht in de zomer van 2017 nog een tweede speler aan van het Gent dat in 2015 de landstitel veroverd had. Kums en Sels zouden later in het seizoen ook herenigd worden met hun vroegere Gent-trainer Hein Vanhaezebrouck en ploeggenoot Kenny Saief.
Naast Sels huurde Anderlecht ook de aanvallers Henry Onyekuru en Robert Berić. Die laatste kon zich bij Anderlecht nooit doorzetten en mocht in de winter al opnieuw terugkeren naar Saint-Étienne. De tijdelijke transfer van Onyekuru was wel een succes; de Nigeriaan ontpopte zich bij Anderlecht tot een van de makkelijkst scorende spelers, maar viel in december 2017 voor de rest van het seizoen uit met een zware knieblessure.
De wintertransferperiode stond in de schaduw van de machtswissel binnen het bestuur. Sportief directeur Herman Van Holsbeeck stoorde zich aan het gebrek aan communicatie rond zijn positie binnen de club en verklaarde bij de voorstelling van nieuwe voorzitter Marc Coucke dat hij 'geen transfers meer zou doen'. Coucke op zijn beurt zou zich gestoord hebben aan de geïrriteerde interviews van Van Holsbeeck tijdens zijn voorstelling. Uiteindelijk werd binnen de club besloten dat Van Holsbeeck in afwachting van de definitieve voorzitterswissel met enkele bestuursleden zou samenwerken om de transferperiode tot een goed einde te brengen.
Anderlecht nam tijdens de wintermaanden afscheid van Nicolae Stanciu. De Roemeen, die door Belgische pers was omgedoopt tot de 'man van tien miljoen', had zich niet kunnen doorzetten en werd voor zo'n 5 miljoen euro verkocht aan Sparta Praag. Op de laatste dagen van de transferperiode verkocht de club ook jeugdtalent Dodi Lukebakio en aanvoerder Sofiane Hanni. Die laatste vertrok voor zo'n 8 miljoen euro naar Spartak Moskou. Om het vertrek van Stanciu en Hanni op te vangen, trok de club Ryota Morioka aan. De Japanse middenvelder, die op de interesse van verschillende eersteklassers kon rekenen, werd bij Waasland-Beveren weggeplukt. Bij Gent huurde de club linkermiddenvelder Kenny Saief.
Op de slotdag van de transferperiode probeerde Anderlecht nog om aanvaller Aleksandar Mitrović terug te halen. De Serviër reisde naar Brussel om de deal af te ronden, maar Anderlecht kwam uiteindelijk niet tot een akkoord met zijn werkgever Newcastle United. De Brusselse club kwam in extremis uit bij Mitrović' landgenoot Lazar Marković, die vervolgens voor een half seizoen gehuurd werd van Liverpool.
Doordat Anderlecht onder meer afscheid had genomen van aanvoerder Hanni, de transfer van Mitrović mislukt was en Van Holsbeeck weer meermaals een beroep had gedaan op spelersmakelaar Mogi Bayat kwam er veel kritiek op het transferbeleid. Eind maart 2018 werd Coucke officieel voorzitter van de club. Enkele dagen later, op 6 april 2018, werd Van Holsbeeck ontslagen en werd Luc Devroe voorgesteld als zijn opvolger. Op 21 april 2018, na twee opeenvolgende nederlagen in play-off I, wees Coucke via Twitter opnieuw met een verwijtende vinger naar het transferbeleid van het vorige bestuur, en meer bepaald Van Holsbeeck.

### Competitie
Anderlecht begon onder coach René Weiler slecht aan het seizoen. De Zwitserse coach kon zijn team in de eerste zeven wedstrijden van de competitie slechts twee keer naar een zege leiden. Anderlecht pakte 9 op 21 en belandde zo in de middenmoot. Met Standard Luik, AA Gent, KRC Genk en KV Oostende misten ook andere kanshebbers voor play-off I hun start. Club Brugge nam zo al snel een grote voorsprong op de concurrentie.
Op 18 september 2017, twee dagen na een gelijkspel tegen KV Kortrijk, werd de samenwerking met Weiler stopgezet en nam assistent-trainer Nicolás Frutos tijdelijk de leiding over. Begin oktober werd Hein Vanhaezebrouck, die even voordien bij Gent was vertrokken vanwege slechte resultaten, voorgesteld als de opvolger van Weiler. In zijn eerste wedstrijd als Anderlecht-trainer wonnen de Brusselaars met 3–4 van KV Mechelen, waardoor de club op de vijfde plaats belandde. Nog voor de winterstop klom Anderlecht in het klassement op naar de derde plaats, maar het verloor wel belangrijke duels tegen Genk (0–1), Club Brugge (5–0) en Sporting Charleroi (1–3).
Na de winterstop bleef Anderlecht wisselvallig presteren. Het zette in januari-februari 2018 een reeks neer van vijf wedstrijden zonder zege. Desondanks wist Anderlecht in extremis nog over Charleroi naar de tweede plaats te springen. In de daaropvolgende play-offs kon Anderlecht grote favoriet Club Brugge slechts één keer echt bedreigen. Op de derde speeldag won Anderlecht dankzij een doelpunt van Łukasz Teodorczyk en na een veelbesproken tussenkomst van de VAR met het kleinste verschil van de West-Vlamingen, waardoor de achterstand op Club verkleind werd tot drie punten. Nadien verloor Anderlecht echter twee keer op rij, waardoor Club Brugge opnieuw kon uitlopen. Op de zevende speeldag van de play-offs kon Anderlecht ook in het Jan Breydelstadion van Club winnen. Het werd 1–2, na opnieuw enkele ophefmakende tussenkomsten van de videoscheidsrechter. De zege was echter onvoldoende om de West-Vlamingen nog te bedreigen. Na de zege zakte Anderlecht opnieuw weg. Het team van Vanhaezebrouck sloot de play-offs af met drie nederlagen op rij, waaronder een thuisnederlaag (1–3) tegen rivaal Standard, dat zo uiteindelijk nog over Anderlecht naar de tweede plaats sprong. Op basis van het aantal behaalde punten waren het voor Anderlecht de slechtste play-offs sinds het seizoen 2010/11.
Łukasz Teodorczyk sloot het seizoen af met vijftien doelpunten en werd zo topscorer van het team. De door Anderlecht aan Waasland-Beveren uitgeleende spits Isaac Thelin scoorde echter meer doelpunten dan de Pool tijdens het seizoen. Harbaoui, die tijdens de winterstop verkocht werd aan Zulte Waregem, werd met 22 doelpunten zelfs topscorer van de competitie. Drie van zijn 22 doelpunten scoorde hij als speler van Anderlecht.

### Europees

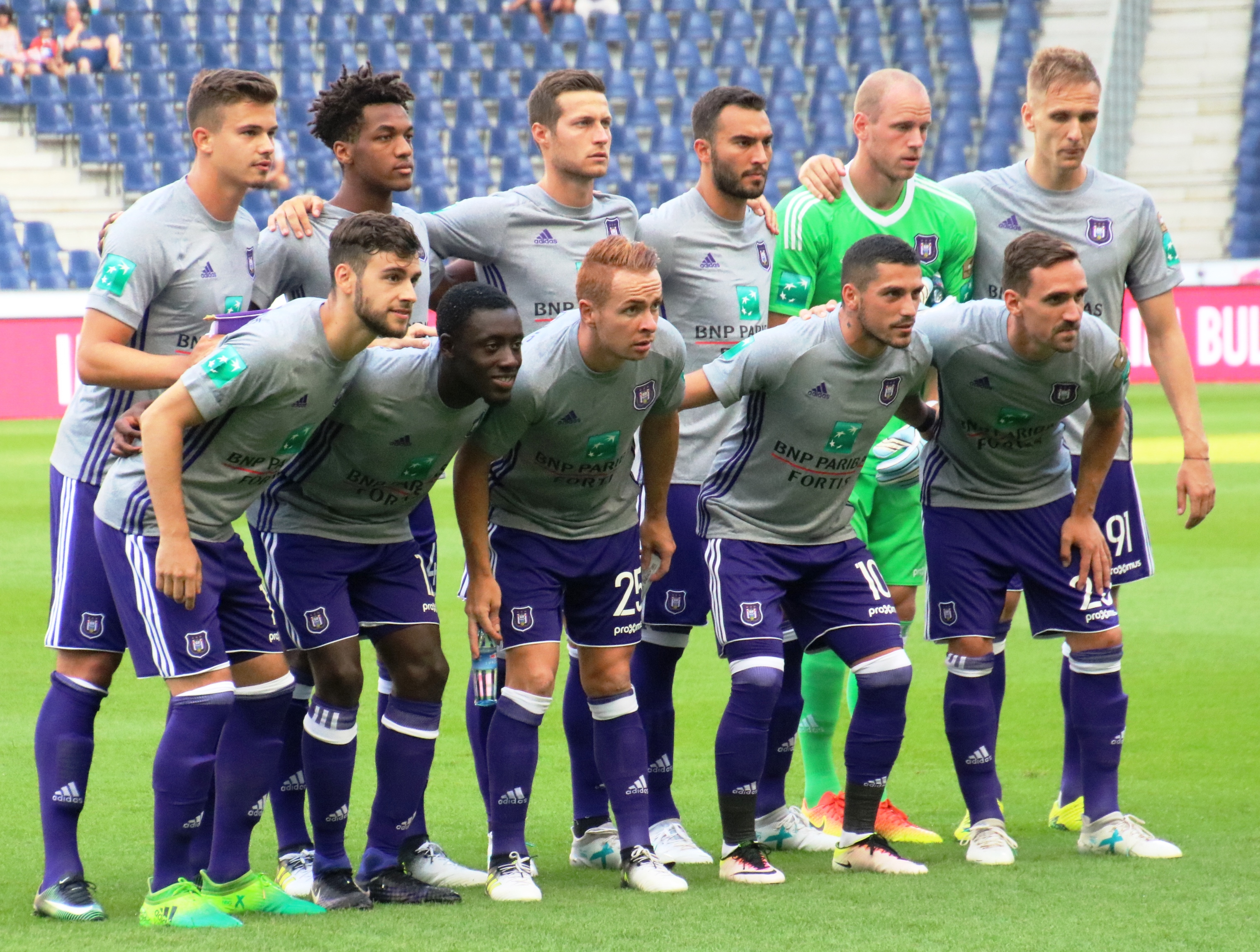
Anderlecht voor de oefenwedstrijd tegen Red Bull Salzburg.

Anderlecht was als landskampioen rechtstreeks geplaatst voor de groepsfase van de UEFA Champions League. De Brusselaars werden samen met Bayern München, Celtic en Paris Saint-Germain ondergebracht in groep B. Op de eerste speeldag mocht Anderlecht het in Duitsland opnemen tegen Bayern. Trainer René Weiler koos voor een defensieve tactiek, met centrale middenvelder Sven Kums in de rol van libero. Het experiment mislukte; Kums veroorzaakte na elf minuten een strafschop en kreeg een rode kaart. Bayern won het duel tegen tien tegenstanders uiteindelijk makkelijk met 3–0.
Op 18 september 2017 nam het bestuur afscheid van Weiler, waarna assistent-trainer Nicolás Frutos tijdelijk gepromoveerd werd tot hoofdcoach. Onder leiding van de Argentijn verloor Anderlecht ook zijn tweede duel in de Champions League. De Brusselse club verloor in eigen stadion pijnlijk met 0–3 en werd zo alleen laatste in de groep. Begin oktober nam trainer Hein Vanhaezebrouck de sportieve leiding over. Op het kampioenenbal mocht hij het meteen twee keer opnemen tegen het sterrenelftal van PSG. Anderlecht verloor zowel de heenwedstrijd in eigen stadion als de terugwedstrijd in Parijs met ruime cijfers (0–4, 5–0). Anderlecht bleef zo laatste in groep B, met nul punten en nul gemaakte doelpunten.
Eind november 2017 speelde Anderlecht voor eigen supporters tegen Bayern München. Aanvoerder Sofiane Hanni scoorde het eerste doelpunt van de Brusselaars op het kampioenenbal, maar zag hoe zijn team desondanks met lege handen achterbleef. Bayern won het duel moeizaam met 1–2. Op de slotspeeldag loodste Vanhaezebrouck zijn team naar een eerste overwinning. Anderlecht ging in Glasgow met 1–0 winnen, dankzij een eigen doelpunt van de Kroatische verdediger Jozo Šimunović, die per ongeluk een voorzet van Dennis Appiah in doel verlengde. Door de zege eindigde zowel Anderlecht als Celtic met drie punten, maar omdat de Schotten in de onderlinge confrontaties een betere score hadden, mochten zij ten koste van Anderlecht door naar de UEFA Europa League.

### Beker van België
Anderlecht schakelde in de 1/16 finale tweedeklasser KVC Westerlo uit. Het werd 0–1 na een goal van Henry Onyekuru. In de volgende ronde werd Anderlecht zelf met 0–1 uitgeschakeld door rivaal Standard Luik, dat het toernooi uiteindelijk ook zou winnen.

### Individuele prijzen
Bij de Gouden Schoen werd het een tweestrijd tussen Youri Tielemans, die in de zomer van 2017 Anderlecht had ingeruild voor AS Monaco, en Club Brugge-speler Ruud Vormer. De trofee ging uiteindelijk naar Vormer, die 58 punten meer behaalde dan Tielemans, die door zijn transfer geen punten kon verdienen in de tweede stemronde. Tijdens het gala werd Henry Onyekuru ook uitgeroepen tot belofte van het jaar.
Łukasz Teodorczyk sloot het seizoen af met vijftien doelpunten en werd zo topscorer van het team. De door Anderlecht aan Waasland-Beveren uitgeleende spits Isaac Thelin scoorde echter meer doelpunten dan de Pool tijdens het seizoen. Harbaoui, die tijdens de winterstop verkocht werd aan Zulte Waregem, werd zelfs topscorer van de competitie. Drie van zijn doelpunten scoorde hij als speler van Anderlecht.
- Belofte van het Jaar – Henry Onyekuru (als speler van Eupen en Anderlecht)
- Topscorer Jupiler Pro League – Hamdi Harbaoui (als speler van Anderlecht en Zulte Waregem)

## Spelerskern
| Nr.           | Naam                | Nationaliteit    | Geboortedatum | Vorige club                  |
| ------------- | ------------------- | ---------------- | ------------- | ---------------------------- |
| Keepers       |                     |                  |               |                              |
| 1             | Matz Sels           | België           | 26-02-1992    | Newcastle United (2016–2017) |
| 23            | Frank Boeckx        | België           | 27-09-1986    | Antwerp FC (2014–2015)       |
| 30            | Boy de Jong         | Nederland        | 10-04-1994    | Telstar (2016–2017)          |
| Verdedigers   |                     |                  |               |                              |
| 2             | Josué Sá            | Portugal         | 17-06-1992    | Vitória SC (2012–2017)       |
| 3             | Olivier Deschacht   | België           | 16-02-1981    | /                            |
| 4             | Kara Mbodj          | Senegal          | 11-11-1989    | KRC Genk (2013–2015)         |
| 5             | Uroš Spajić         | Servië           | 13-02-1993    | Toulouse FC (2013–2016)      |
| 12            | Dennis Appiah       | Frankrijk        | 09-06-1992    | SM Caen (2013–2016)          |
| 37            | Ivan Obradović      | Servië           | 25-07-1988    | KV Mechelen (2013–2015)      |
| 41            | Emmanuel Sowah      | Ghana            | 16-01-1998    | /                            |
| 44            | Hannes Delcroix     | België           | 28-02-1999    | /                            |
| 47            | Abdoul Danté        | Mali             | 29-10-1998    | /                            |
| 56            | Alexis Saelemaekers | België           | 27-06-1999    | /                            |
| Middenvelders |                     |                  |               |                              |
| 7             | Andy Najar          | Honduras         | 16-03-1993    | D.C. United (2010–2013)      |
| 8             | Pieter Gerkens      | België           | 13-08-1995    | Sint-Truiden (2016–2017)     |
| 10            | Ryota Morioka       | Japan            | 12-04-1991    | Waasland-Beveren (2017–2018) |
| 11            | Alexandru Chipciu   | Roemenië         | 18-05-1989    | Steaua Boekarest (2012–2016) |
| 15            | Kenny Saief         | Verenigde Staten | 17-12-1993    | AA Gent (2014–2017)          |
| 17            | Massimo Bruno       | België           | 17-09-1993    | RB Leipzig (2015–2016)       |
| 20            | Sven Kums           | België           | 26-02-1988    | Udinese (2016–2017)          |
| 25            | Adrien Trebel       | Frankrijk        | 03-03-1991    | Standard Luik (2014–2016)    |
| 32            | Leander Dendoncker  | België           | 25-04-1995    | /                            |
| 39            | Edo Kayembe         | Congo-Kinsh.     | 03-06-1998    | /                            |
| 40            | Francis Amuzu       | België           | 23-08-1999    | /                            |
| 48            | Albert Sambi        | België           | 22-10-1999    | /                            |
| 50            | Lazar Marković      | Servië           | 02-03-1994    | Liverpool FC (2017)          |
| 52            | Nelson Azevedo      | België           | 12-02-1998    | /                            |
| Aanvallers    |                     |                  |               |                              |
| 9             | Henry Onyekuru      | Nigeria          | 05-06-1997    | KAS Eupen (2015–2017)        |
| 35            | Silvère Ganvoula    | Congo-Brazz.     | 22-06-1996    | KV Mechelen (2017)           |
| 38            | Mohammed Dauda      | Ghana            | 20-02-1998    | /                            |
| 91            | Łukasz Teodorczyk   | Polen            | 03-06-1991    | Dynamo Kiev (2014–2016)      |

- In de eerste seizoenshelft was Sofiane Hanni aanvoerder, na diens vertrek nam Leander Dendoncker de aanvoerdersband over.
- Van februari tot april 2018 werd Olivier Deschacht naar de B-kern gestuurd.[51]

### Technische staf
| Functie         | Naam                    | Nationaliteit | Opmerking                                                   |
| --------------- | ----------------------- | ------------- | ----------------------------------------------------------- |
| Coach           | Hein Vanhaezebrouck     | België        | Vanaf 3 oktober 2017.                                       |
| Assistent-coach | Karim Belhocine         | Frankrijk     | Vanaf 5 oktober 2017.                                       |
| Assistent-coach | Gino Caen               | België        | Vanaf 5 oktober 2017.                                       |
| Coach           | René Weiler             | Zwitserland   | Ontslagen op 18 september 2017.                             |
| Assistent-coach | Thomas Binggeli         | Zwitserland   | Ontslagen op 3 oktober 2017.                                |
| Assistent-coach | David Sesa              | Zwitserland   | Ontslagen op 3 oktober 2017.                                |
| Assistent-coach | Nicolás Frutos          | Argentinië    | Interim van 18 sept. tot 3 okt. 2017, vervolgens opgestapt. |
| Keeperstrainer  | Max de Jong             | Nederland     |                                                             |
| Team manager    | Gunther Van Handenhoven | België        |                                                             |
| Teamarts        | Marc Vangrinsven        | België        |                                                             |
| Teamarts        | Chris Goossens          | België        | Vanaf 9 april 2018.                                         |

## Bestuur
| Functie                            | Naam                 | Nationaliteit | Opmerking                                |
| ---------------------------------- | -------------------- | ------------- | ---------------------------------------- |
| Voorzitter                         | Marc Coucke          | België        | Vanaf 29 maart 2018.                     |
| Voorzitter                         | Roger Vanden Stock   | België        | Tot 29 maart 2018, nadien erevoorzitter. |
| Secretaris-generaal                | Philippe Collin      | België        |                                          |
| Sportief manager                   | Luc Devroe           | België        | Vanaf 6 april 2018.                      |
| Sportief manager                   | Herman Van Holsbeeck | België        | Tot 6 april 2018.                        |
| Operationeel manager               | Jo Van Biesbroeck    | België        |                                          |
| Technisch directeur jeugdopleiding | Jean Kindermans      | België        |                                          |
| Hoofd scouting                     | Dimitri M'Buyu       | België        |                                          |
| Hoofd jeugdscouting                | Urbain Haesaert      | België        |                                          |

## Uitrustingen
Shirtsponsor(s): BNP Paribas Fortis / Proximus / Allianz (Europees)

Sportmerk: adidas
| Thuis | Uit | Alternatief | Alternatief | Alternatief | Doelman | Doelman | Training |

## Transfers
| Naam               | Nationaliteit     | Van / Naar            | Datum             | Bedrag / Type      |
| ------------------ | ----------------- | --------------------- | ----------------- | ------------------ |
| Inkomend           |                   |                       |                   |                    |
| Sven Kums          | België            | Watford FC            | 2 juni 2017       | € 6.000.000        |
| Pieter Gerkens     | België            | Sint-Truiden          | 19 juni 2017      | € 1.500.000        |
| Boy de Jong        | Nederland         | Telstar               | 23 augustus 2017  | niet bekend        |
| Isaac Kiese Thelin | Zweden            | Girondins de Bordeaux | 30 augustus 2017  | € 2.750.000        |
| Josué Sá           | Portugal          | Vitória SC            | 31 augustus 2017  | € 2.000.000        |
| Ryota Morioka      | Japan             | Waasland-Beveren      | 30 januari 2018   | € 2.500.000        |
| TOTAAL UITGAVEN:   | TOTAAL UITGAVEN:  | TOTAAL UITGAVEN:      | TOTAAL UITGAVEN:  | € 14.750.000       |
| Uitgaand           |                   |                       |                   |                    |
| Youri Tielemans    | België            | AS Monaco             | 24 mei 2017       | € 25.000.000       |
| Orel Mangala       | België            | VfB Stuttgart         | 9 juni 2017       | € 2.000.000        |
| Sebastian De Maio  | Frankrijk         | Bologna               | 20 juni 2017      | € 2.000.000        |
| Michaël Heylen     | België            | Zulte Waregem         | 21 juni 2017      | € 200.000          |
| Andy Kawaya        | België            | KV Mechelen           | 27 juni 2017      | Tranfervrij        |
| Hervé Matthys      | België            | FC Eindhoven          | 27 juni 2017      | Tranfervrij        |
| Fabrice N'Sakala   | Frankrijk         | Alanyaspor            | 3 juli 2017       | € 500.000          |
| Liam Bossin        | België            | Nottingham Forest     | 5 juli 2017       | Tranfervrij        |
| Rafael Galhardo    | Brazilië          | Cruzeiro              | 11 juli 2017      | Contract ontbonden |
| Bram Nuytinck      | Nederland         | Udinese               | 29 juli 2017      | € 3.000.000        |
| Nathan de Medina   | België            | Excel Moeskroen       | 3 augustus 2017   | niet bekend        |
| Nathan Kabasele    | België            | Gaziantepspor         | 8 augustus 2017   | € 100.000          |
| Mile Svilar        | België            | Benfica               | 28 augustus 2017  | € 2.500.000        |
| Diego Capel        | Spanje            |                       | 29 augustus 2017  | Contract ontbonden |
| Frank Acheampong   | Ghana             | Tianjin Teda          | 8 november 2017   | € 3.500.000        |
| Hamdi Harbaoui     | Tunesië           | Zulte Waregem         | 3 januari 2018    | € 200.000          |
| Nicolae Stanciu    | Roemenië          | Sparta Praag          | 19 januari 2018   | € 5.000.000        |
| Dodi Lukebakio     | België            | Sporting Charleroi    | 30 januari 2018   | € 1.500.000        |
| Daam Foulon        | België            | Waasland-Beveren      | 31 januari 2018   | niet bekend        |
| Sofiane Hanni      | Algerije          | Spartak Moskou        | 31 januari 2018   | € 8.000.000        |
| Clément Petit      | België            | Excel Moeskroen       | 31 januari 2018   | niet bekend        |
| Mahmoud Hassan     | Egypte            | Kasımpaşa SK          | 21 maart 2018     | € 2.000.000        |
| TOTAAL INKOMSTEN:  | TOTAAL INKOMSTEN: | TOTAAL INKOMSTEN:     | TOTAAL INKOMSTEN: | € 55.500.000       |

### Verhuurde spelers
| Naam               | Nationaliteit    | Van / Naar           | Begindatum       | Einddatum       |
| ------------------ | ---------------- | -------------------- | ---------------- | --------------- |
| Inkomend           |                  |                      |                  |                 |
| Massimo Bruno      | België           | RB Leipzig           | 30 augustus 2016 | Einde seizoen   |
| Matz Sels          | België           | Newcastle United     | 22 juni 2017     | Einde seizoen   |
| Henry Onyekuru     | Nigeria          | Everton              | 30 juni 2017     | Einde seizoen   |
| Robert Berić       | Slovenië         | Saint-Étienne        | 30 augustus 2017 | 2 januari 2018  |
| Kenny Saief        | Verenigde Staten | AA Gent              | 5 januari 2018   | Einde seizoen   |
| Lazar Marković     | Servië           | Liverpool FC         | 31 januari 2018  | Einde seizoen   |
| Uitgaand           |                  |                      |                  |                 |
| Stéphane Badji     | Senegal          | Kayserispor          | 20 juni 2017     | 30 juni 2019    |
| Aaron Leya Iseka   | België           | Zulte Waregem        | 21 juni 2017     | Einde seizoen   |
| Dodi Lukebakio     | België           | Sporting Charleroi   | 2 juli 2017      | 30 januari 2018 |
| Mahmoud Hassan     | Egypte           | Kasımpaşa SK         | 5 juli 2017      | 21 maart 2018   |
| Wout Faes          | België           | Excelsior Rotterdam  | 12 juli 2017     | Einde seizoen   |
| Frank Acheampong   | Ghana            | Tianjin Teda         | 13 juli 2017     | 8 november 2017 |
| Idrissa Doumbia    | Ivoorkust        | Zulte Waregem        | 17 juli 2017     | Einde seizoen   |
| Jorn Vancamp       | België           | Roda JC              | 19 juli 2017     | Einde seizoen   |
| Davy Roef          | België           | Waasland-Beveren     | 22 augustus 2017 | 30 juni 2019    |
| Dylan Lambrecth    | België           | Union Saint-Gilloise | 29 augustus 2017 | 30 januari 2018 |
| Silvère Ganvoula   | Congo-Brazz.     | KV Mechelen          | 30 augustus 2017 | 5 januari 2018  |
| Isaac Kiese Thelin | Zweden           | Waasland-Beveren     | 31 augustus 2017 | Einde seizoen   |
| Dylan Lambrecth    | België           | Stade Waremmien      | 30 januari 2018  | Einde seizoen   |

## Oefenwedstrijden
Hieronder een overzicht van de oefenwedstrijden die Anderlecht in de aanloop naar en tijdens het seizoen 2017/18 heeft gespeeld.
| Datum      | Thuis/Uit | Tegenstander         | Score | Doelpuntenmaker(s) Anderlecht |
| ---------- | --------- | -------------------- | ----- | ----------------------------- |
| 30-06-2017 | Uit       | KSV Oudenaarde (III) | 1-3   | Ganvoula, Najar, Lukebakio    |
| 07-07-2017 | Uit       | Red Bull Salzburg    | 4-1   | Stanciu                       |
| 15-07-2017 | Uit       | Lierse SK (II)       | 0-2   | Kums, Onyekuru                |
| 19-07-2017 | Uit       | FC Dender (III)      | 1-3   | Sowah, Harbaoui, Ganvoula     |
| 10-01-2018 | Uit       | FC Utrecht           | 4-3   | Teodorczyk (2x), Bruno        |
| 11-01-2018 | Uit       | Heerenveen           | 0-0   |                               |

## Belgische Supercup

### Wedstrijd
| Wedstrijddetails                                           | Thuisploeg           | Uitslag     | Uitploeg      | Opstelling | Kaarten        |
| ---------------------------------------------------------- | -------------------- | ----------- | ------------- | --- | -------------- |
| Supercup                                                   |                      |             |               | |                |
| 22 juli 2017 20:30 Constant Vanden Stockstadion Anderlecht | RSC Anderlecht       | 2-1         | Zulte Waregem | Sels Appiah, Kara, Spajić, Obradović (76' Gerkens) Kums, Trebel, Stanciu (65' Onyekuru) Chipciu, Teodorczyk (85' Thelin), Hanni | 43' Teodorczyk |
| 22 juli 2017 20:30 Constant Vanden Stockstadion Anderlecht | 46' Hanni 59' Trebel | 0-1 1-1 2-1 | 3' De fauw    | Sels Appiah, Kara, Spajić, Obradović (76' Gerkens) Kums, Trebel, Stanciu (65' Onyekuru) Chipciu, Teodorczyk (85' Thelin), Hanni | 43' Teodorczyk |

#### Digest
|                                     |                      |       |               | |
| 22 juli 2017 20:30 (UTC+2) Supercup | RSC Anderlecht       | 2 – 1 | Zulte Waregem | Constant Vanden Stockstadion, Anderlecht Toeschouwers: 21.500 Scheidsrechter: Sébastien Delferière |
| 22 juli 2017 20:30 (UTC+2) Supercup | Hanni 46' Trebel 59' |       | 3' De fauw    | Constant Vanden Stockstadion, Anderlecht Toeschouwers: 21.500 Scheidsrechter: Sébastien Delferière |

| Anderlecht | Zulte Waregem |

| RSC Anderlecht: |    |                    |         |
|                 |    |                    |         |
| GK              | 1  | Matz Sels          |         |
| RB              | 12 | Dennis Appiah      |         |
| CB              | 4  | Kara Mbodj         |         |
| CB              | 5  | Uroš Spajić        |         |
| LB              | 37 | Ivan Obradović     | 76'     |
| CM              | 20 | Sven Kums          |         |
| CM              | 25 | Adrien Trebel      |         |
| AM              | 10 | Nicolae Stanciu    | 65'     |
| RW              | 11 | Alexandru Chipciu  |         |
| CF              | 91 | Łukasz Teodorczyk  | 43' 85' |
| LW              | 94 | Sofiane Hanni      |         |
| Wisselspelers:  |    |                    |         |
| DF              | 3  | Olivier Deschacht  |         |
| MF              | 8  | Pieter Gerkens     | 76'     |
| FW              | 9  | Henry Onyekuru     | 65'     |
| MF              | 17 | Massimo Bruno      |         |
| FW              | 24 | Isaac Kiese Thelin | 85'     |
| GK              | 45 | Mile Svilar        |         |
| Coach:          |    |                    |         |
| René Weiler     |    |                    |         |

| SV Zulte Waregem: |    |                    |           |
|                   |    |                    |           |
| GK                | 25 | Louis Bostyn       |           |
| RB                | 2  | Davy De fauw       |           |
| CB                | 6  | Timothy Derijck    | 23'       |
| CB                | 4  | Michaël Heylen     |           |
| LB                | 31 | Brian Hamalainen   |           |
| CM                | 43 | Sander Coopman     | 66'       |
| CM                | 23 | Julien De Sart     |           |
| AM                | 11 | Nill De Pauw       | 79'       |
| RW                | 99 | Peter Olayinka     | 35'       |
| CF                | 33 | Ivan Šaponjić      |           |
| LW                | 10 | Onur Kaya          |           |
| Wisselspelers:    |    |                    |           |
| FW                | 7  | Aaron Leya Iseka   | 79' 90+4' |
| DF                | 14 | Sandy Walsh        |           |
| FW                | 17 | Aliko Bala         |           |
| MF                | 20 | Idrissa Doumbia    | 66'       |
| FW                | 21 | Robert Mühren      |           |
| MF                | 29 | Alessandro Cordaro |           |
| GK                | 50 | Yarno De Nayer     |           |
| Coach:            |    |                    |           |
| Francky Dury      |    |                    |           |

## Jupiler Pro League

### Wedstrijden
| Wedstrijddetails                                               | Thuisploeg                                                                      | Uitslag                         | Uitploeg                                             | Opstelling | Kaarten                                                              |
| -------------------------------------------------------------- | ------------------------------------------------------------------------------- | ------------------------------- | ---------------------------------------------------- | --- | -------------------------------------------------------------------- |
| Heenronde                                                      |                                                                                 |                                 |                                                      | |                                                                      |
| 28 juli 2017 20:30 Bosuilstadion Antwerpen                     | Antwerp FC                                                                      | 0-0                             | RSC Anderlecht                                       | Sels Appiah (74' Stanciu), Kara, Spajić, Obradović Dendoncker, Kums, Trebel (87' Ganvoula) Chipciu, Teodorczyk, Hanni                          |                                                                      |
| 28 juli 2017 20:30 Bosuilstadion Antwerpen                     |                                                                                 |                                 |                                                      | Sels Appiah (74' Stanciu), Kara, Spajić, Obradović Dendoncker, Kums, Trebel (87' Ganvoula) Chipciu, Teodorczyk, Hanni                          |                                                                      |
| 6 augustus 2017 18:00 Constant Vanden Stockstadion Anderlecht  | RSC Anderlecht                                                                  | 1-0                             | KV Oostende                                          | Sels Appiah (74' Stanciu)(85' Trebel), Kara, Spajić, Obradović Dendoncker, Kums, Hanni Chipciu, Teodorczyk (54' Thelin), Onyekuru              | 38' Hanni                                                            |
| 6 augustus 2017 18:00 Constant Vanden Stockstadion Anderlecht  | 77' Hanni                                                                       | 1-0                             |                                                      | Sels Appiah (74' Stanciu)(85' Trebel), Kara, Spajić, Obradović Dendoncker, Kums, Hanni Chipciu, Teodorczyk (54' Thelin), Onyekuru              | 38' Hanni                                                            |
| 13 augustus 2017 18:00 Stade du Pays de Charleroi Charleroi    | Sporting Charleroi                                                              | 2-0                             | RSC Anderlecht                                       | Sels Appiah (62' Onyekuru), Kara, Spajić, Obradović Dendoncker, Kums (63' Stanciu), Hanni Chipciu, Teodorczyk, Trebel (80' Bruno)              | 20' Trebel 63' Spajić 87' Chipciu                                    |
| 13 augustus 2017 18:00 Stade du Pays de Charleroi Charleroi    | 55' Baby 90+3' Benavente                                                        | 1-0 2-0                         |                                                      | Sels Appiah (62' Onyekuru), Kara, Spajić, Obradović Dendoncker, Kums (63' Stanciu), Hanni Chipciu, Teodorczyk, Trebel (80' Bruno)              | 20' Trebel 63' Spajić 87' Chipciu                                    |
| 20 augustus 2017 14:30 Constant Vanden Stockstadion Anderlecht | RSC Anderlecht                                                                  | 2-3                             | Sint-Truiden                                         | Sels Chipciu (78' Stanciu), Kara, Spajić, Obradović Dendoncker, Kums (78' Gerkens), Hanni Bruno, Thelin (62' Teodorczyk), Onyekuru             |                                                                      |
| 20 augustus 2017 14:30 Constant Vanden Stockstadion Anderlecht | 18' Bruno 87' Teodorczyk                                                        | 1-0 1-1 1-2 1-3 2-3             | 21' Boli 53' Legear 66' Boli                         | Sels Chipciu (78' Stanciu), Kara, Spajić, Obradović Dendoncker, Kums (78' Gerkens), Hanni Bruno, Thelin (62' Teodorczyk), Onyekuru             |                                                                      |
| 27 augustus 2017 18:00 Ghelamco Arena Gent                     | AA Gent                                                                         | 0-0                             | RSC Anderlecht                                       | Sels Appiah, Kara, Spajić, Obradović Gerkens (58' Trebel), Kums, Hanni Chipciu (66' Bruno), Teodorczyk (90' Harbaoui), Onyekuru                | 17' Spajić 39' Hanni 58' Trebel                                      |
| 27 augustus 2017 18:00 Ghelamco Arena Gent                     |                                                                                 |                                 |                                                      | Sels Appiah, Kara, Spajić, Obradović Gerkens (58' Trebel), Kums, Hanni Chipciu (66' Bruno), Teodorczyk (90' Harbaoui), Onyekuru                | 17' Spajić 39' Hanni 58' Trebel                                      |
| 8 september 2017 20:30 Constant Vanden Stockstadion Anderlecht | RSC Anderlecht                                                                  | 3-2                             | KSC Lokeren                                          | Boeckx Najar (55' Harbaoui), Kara, Spajić, Obradović (83' Stanciu) Dendoncker, Trebel, Hanni Bruno (46' Chipciu), Teodorczyk, Onyekuru         | 59' Onyekuru 85' Teodorczyk                                          |
| 8 september 2017 20:30 Constant Vanden Stockstadion Anderlecht | 3' Onyekuru 77' Onyekuru 90' Teodorczyk                                         | 1-0 1-1 1-2 2-2 3-2             | 6' Mirić 36' Skúlason                                | Boeckx Najar (55' Harbaoui), Kara, Spajić, Obradović (83' Stanciu) Dendoncker, Trebel, Hanni Bruno (46' Chipciu), Teodorczyk, Onyekuru         | 59' Onyekuru 85' Teodorczyk                                          |
| 16 september 2017 18:00 Guldensporenstadion Kortrijk           | KV Kortrijk                                                                     | 2-2                             | RSC Anderlecht                                       | Sels Appiah, Spajić, Deschacht, Obradović (64' Onyekuru) Chipciu, Dendoncker, Trebel, Hanni (84' Bruno) Harbaoui, Teodorczyk (89' Berić)       | 30' Appiah 62' Spajić 89' Onyekuru                                   |
| 16 september 2017 18:00 Guldensporenstadion Kortrijk           | 52' Ajagun 59' Chevalier                                                        | 0-1 1-1 2-1 2-2                 | 23' Harbaoui 76' Onyekuru                            | Sels Appiah, Spajić, Deschacht, Obradović (64' Onyekuru) Chipciu, Dendoncker, Trebel, Hanni (84' Bruno) Harbaoui, Teodorczyk (89' Berić)       | 30' Appiah 62' Spajić 89' Onyekuru                                   |
| 23 september 2017 20:30 Freethiel Beveren                      | Waasland-Beveren                                                                | 1-2                             | RSC Anderlecht                                       | Boeckx Appiah (74' Berić), Spajić, Deschacht, Sowah (63' Gerkens) Dendoncker, Trebel, Hanni Bruno (46' Onyekuru), Harbaoui, Stanciu            | 33' Apiah 58' Sowah 85' Harbaoui 87' Gerkens                         |
| 23 september 2017 20:30 Freethiel Beveren                      | 7' Thelin                                                                       | 1-0 1-1 1-2                     | 75' Stanciu 81' Spajić                               | Boeckx Appiah (74' Berić), Spajić, Deschacht, Sowah (63' Gerkens) Dendoncker, Trebel, Hanni Bruno (46' Onyekuru), Harbaoui, Stanciu            | 33' Apiah 58' Sowah 85' Harbaoui 87' Gerkens                         |
| 1 oktober 2017 18:00 Constant Vanden Stockstadion Anderlecht   | RSC Anderlecht                                                                  | 1-0                             | Standard Luik                                        | Boeckx Appiah, Kara, Josué Sá, Obradović Dendoncker, Trebel, Hanni (81' Stanciu) Chipciu (68' Gerkens), Teodorczyk (74' Harbaoui), Onyekuru    | 33' Kara 89' Onyekuru                                                |
| 1 oktober 2017 18:00 Constant Vanden Stockstadion Anderlecht   | 89' Onyekuru                                                                    | 1-0                             |                                                      | Boeckx Appiah, Kara, Josué Sá, Obradović Dendoncker, Trebel, Hanni (81' Stanciu) Chipciu (68' Gerkens), Teodorczyk (74' Harbaoui), Onyekuru    | 33' Kara 89' Onyekuru                                                |
| 13 oktober 2017 20:30 Achter de Kazerne Mechelen               | KV Mechelen                                                                     | 3-4                             | RSC Anderlecht                                       | Boeckx Dendoncker, Kara, Deschacht Appiah, Kums, Trebel, Onyekuru (90+2' Obradović) Gerkens (85' Chipciu), Teodorczyk, Hanni (74' Stanciu)     | 70' Hanni 79' Boeckx 83' Dendoncker 90+4' Stanciu                    |
| 13 oktober 2017 20:30 Achter de Kazerne Mechelen               | 34' Schoofs 60' Pedersen 90+1' Bandé                                            | 0-1 0-2 1-2 1-3 1-4 2-4 3-4     | 18' Gerkens 30' Onyekuru 37' Onyekuru 43' Teodorczyk | Boeckx Dendoncker, Kara, Deschacht Appiah, Kums, Trebel, Onyekuru (90+2' Obradović) Gerkens (85' Chipciu), Teodorczyk, Hanni (74' Stanciu)     | 70' Hanni 79' Boeckx 83' Dendoncker 90+4' Stanciu                    |
| 22 oktober 2017 18:00 Constant Vanden Stockstadion Anderlecht  | RSC Anderlecht                                                                  | 0-1                             | KRC Genk                                             | Boeckx Dendoncker, Kara, Deschacht Appiah (69' Obradović), Kums, Trebel, Onyekuru Gerkens (77' Bruno), Teodorczyk, Hanni (69' Harbaoui)        | 24' Hanni 39' Teodorczyk 51' Appiah 84' Bruno                        |
| 22 oktober 2017 18:00 Constant Vanden Stockstadion Anderlecht  |                                                                                 | 0-1                             | 50' Aidoo                                            | Boeckx Dendoncker, Kara, Deschacht Appiah (69' Obradović), Kums, Trebel, Onyekuru Gerkens (77' Bruno), Teodorczyk, Hanni (69' Harbaoui)        | 24' Hanni 39' Teodorczyk 51' Appiah 84' Bruno                        |
| 25 oktober 2017 20:30 Constant Vanden Stockstadion Anderlecht  | RSC Anderlecht                                                                  | 2-0                             | Zulte Waregem                                        | Boeckx Josué Sá, Kara, Deschacht Appiah, Kums, Trebel (82' Chipciu), Onyekuru Stanciu (70' Gerkens), Teodorczyk (69' Harbaoui), Hanni          | 78' Harbaoui                                                         |
| 25 oktober 2017 20:30 Constant Vanden Stockstadion Anderlecht  | 74' Gerkens 77' Harbaoui                                                        | 1-0 2-0                         |                                                      | Boeckx Josué Sá, Kara, Deschacht Appiah, Kums, Trebel (82' Chipciu), Onyekuru Stanciu (70' Gerkens), Teodorczyk (69' Harbaoui), Hanni          | 78' Harbaoui                                                         |
| 28 oktober 2017 18:00 Kehrwegstadion Eupen                     | KAS Eupen                                                                       | 2-3                             | RSC Anderlecht                                       | Sels Dendoncker, Josué Sá, Deschacht Appiah, Kums, Trebel, Onyekuru (86' Obradović) Gerkens, Teodorczyk, Hanni (75' Chipciu)                   |                                                                      |
| 28 oktober 2017 18:00 Kehrwegstadion Eupen                     | 61' García 90' Ocansey                                                          | 0-1 0-2 0-3 1-3 2-3             | 30' Leye (own) 32' Wague (own) 40' Hanni             | Sels Dendoncker, Josué Sá, Deschacht Appiah, Kums, Trebel, Onyekuru (86' Obradović) Gerkens, Teodorczyk, Hanni (75' Chipciu)                   |                                                                      |
| 5 november 2017 18:00 Constant Vanden Stockstadion Anderlecht  | RSC Anderlecht                                                                  | 0-0                             | Club Brugge                                          | Sels Chipciu (87' Appiah), Kara, Spajić, Obradović (85' Teodorczyk) Kums, Dendoncker, Trebel Gerkens, Harbaoui, Hanni (71' Onyekuru)           | 39' Obradović 54' Harbaoui                                           |
| 5 november 2017 18:00 Constant Vanden Stockstadion Anderlecht  |                                                                                 |                                 |                                                      | Sels Chipciu (87' Appiah), Kara, Spajić, Obradović (85' Teodorczyk) Kums, Dendoncker, Trebel Gerkens, Harbaoui, Hanni (71' Onyekuru)           | 39' Obradović 54' Harbaoui                                           |
| 18 november 2017 18:00 Le Canonnier Moeskroen                  | Excel Moeskroen                                                                 | 1-2                             | RSC Anderlecht                                       | Boeckx Josué Sá, Spajić, Deschacht Bruno, Dendoncker, Trebel (63' Hanni), Kums Onyekuru (87' Appiah), Harbaoui, Stanciu (77' Berić)            | 88' Kums                                                             |
| 18 november 2017 18:00 Le Canonnier Moeskroen                  | 52' Govea                                                                       | 0-1 1-1 1-2                     | 42' Bruno 80' Onyekuru                               | Boeckx Josué Sá, Spajić, Deschacht Bruno, Dendoncker, Trebel (63' Hanni), Kums Onyekuru (87' Appiah), Harbaoui, Stanciu (77' Berić)            | 88' Kums                                                             |
| Terugronde                                                     |                                                                                 |                                 |                                                      | |                                                                      |
| 26 november 2017 18:00 Constant Vanden Stockstadion Anderlecht | RSC Anderlecht                                                                  | 4-0                             | KV Kortrijk                                          | Boeckx Josué Sá, Spajić, Deschacht Gerkens (63' Appiah), Dendoncker, Hanni (80' Berić), Kums (50' Trebel) Bruno, Harbaoui, Onyekuru            | 26' Onyekuru 54' Trebel                                              |
| 26 november 2017 18:00 Constant Vanden Stockstadion Anderlecht | 1' Makarenko (own) 15' Hanni 73' Trebel 79' Harbaoui                            | 1-0 2-0 3-0 4-0                 |                                                      | Boeckx Josué Sá, Spajić, Deschacht Gerkens (63' Appiah), Dendoncker, Hanni (80' Berić), Kums (50' Trebel) Bruno, Harbaoui, Onyekuru            | 26' Onyekuru 54' Trebel                                              |
| 2 december 2017 18:00 Daknamstadion Lokeren                    | KSC Lokeren                                                                     | 1-2                             | RSC Anderlecht                                       | Sels Josué Sá, Kara, Deschacht Appiah, Kums, Trebel, Onyekuru Gerkens, Teodorczyk (82' Harbaoui), Hanni (79' Dendoncker)                       | 27' Appiah 41' Kums 87' Kara 89' Harbaoui 90+2' Gerkens              |
| 2 december 2017 18:00 Daknamstadion Lokeren                    | 28' Skúlason (pen.)                                                             | 0-1 1-1 1-2                     | 17' Gerkens 52' Onyekuru                             | Sels Josué Sá, Kara, Deschacht Appiah, Kums, Trebel, Onyekuru Gerkens, Teodorczyk (82' Harbaoui), Hanni (79' Dendoncker)                       | 27' Appiah 41' Kums 87' Kara 89' Harbaoui 90+2' Gerkens              |
| 10 december 2017 18:00 Constant Vanden Stockstadion Anderlecht | RSC Anderlecht                                                                  | 1-3                             | Sporting Charleroi                                   | Sels Appiah, Spajić, Deschacht, Obradović (61' Bruno) Dendoncker, Kums, Trebel (29' Teodorczyk) Gerkens (46' Josué Sá), Hanni, Onyekuru        | 15' Deschacht 34' Deschacht 51' Spajić 80' Teodorczyk 86' Teodorczyk |
| 10 december 2017 18:00 Constant Vanden Stockstadion Anderlecht | 82' Onyekuru                                                                    | 0-1 0-2 0-3 1-3                 | 16' Rezaei (pen.) 60' Kums (own) 74' Benavente       | Sels Appiah, Spajić, Deschacht, Obradović (61' Bruno) Dendoncker, Kums, Trebel (29' Teodorczyk) Gerkens (46' Josué Sá), Hanni, Onyekuru        | 15' Deschacht 34' Deschacht 51' Spajić 80' Teodorczyk 86' Teodorczyk |
| 17 december 2017 14:30 Jan Breydelstadion Brugge               | Club Brugge                                                                     | 5-0                             | RSC Anderlecht                                       | Boeckx Appiah, Kara, Spajić, Obradović Dendoncker, Kums, Trebel (57' Bruno) Gerkens, Berić, Hanni (58' Onyekuru)                               | 20' Appiah 56' Obradović                                             |
| 17 december 2017 14:30 Jan Breydelstadion Brugge               | 45+1' Diaby 45+2' Diaby 57' Vormer (pen.) 73' Vossen (pen.) 87' Vanaken         | 1-0 2-0 3-0 4-0 5-0             |                                                      | Boeckx Appiah, Kara, Spajić, Obradović Dendoncker, Kums, Trebel (57' Bruno) Gerkens, Berić, Hanni (58' Onyekuru)                               | 20' Appiah 56' Obradović                                             |
| 22 december 2017 20:30 Constant Vanden Stockstadion Anderlecht | RSC Anderlecht                                                                  | 1-0                             | KAS Eupen                                            | Sels Spajić, Dendoncker, Deschacht Gerkens, Sambi, Kums, Trebel (65' Kayembe), Amuzu (65' Hanni) Teodorczyk, Onyekuru (77' Obradović)          |                                                                      |
| 22 december 2017 20:30 Constant Vanden Stockstadion Anderlecht | 25' Amuzu                                                                       | 1-0                             |                                                      | Sels Spajić, Dendoncker, Deschacht Gerkens, Sambi, Kums, Trebel (65' Kayembe), Amuzu (65' Hanni) Teodorczyk, Onyekuru (77' Obradović)          |                                                                      |
| 26 december 2017 20:30 Constant Vanden Stockstadion Anderlecht | RSC Anderlecht                                                                  | 1-0                             | AA Gent                                              | Sels Dendoncker, Spajić, Deschacht Appiah, Kums, Trebel, Amuzu (90+4' Bruno) Gerkens, Teodorczyk (62' Berić), Hanni                            | 40' Spajić 45' Kums 53' Deschacht                                    |
| 26 december 2017 20:30 Constant Vanden Stockstadion Anderlecht | 77' Hanni                                                                       | 1-0                             |                                                      | Sels Dendoncker, Spajić, Deschacht Appiah, Kums, Trebel, Amuzu (90+4' Bruno) Gerkens, Teodorczyk (62' Berić), Hanni                            | 40' Spajić 45' Kums 53' Deschacht                                    |
| 21 januari 2018 18:00 Luminus Arena Genk                       | KRC Genk                                                                        | 0-1                             | RSC Anderlecht                                       | Sels Josué Sá, Dendoncker, Deschacht Appiah, Kums, Trebel, Saief Gerkens (64' Amuzu), Ganvoula (77' Teodorczyk), Hanni                         | 29' Dendoncker 37' Kums 58' Hanni 74' Trebel 76' Ganvoula            |
| 21 januari 2018 18:00 Luminus Arena Genk                       |                                                                                 | 0-1                             | 45' Hanni                                            | Sels Josué Sá, Dendoncker, Deschacht Appiah, Kums, Trebel, Saief Gerkens (64' Amuzu), Ganvoula (77' Teodorczyk), Hanni                         | 29' Dendoncker 37' Kums 58' Hanni 74' Trebel 76' Ganvoula            |
| 24 januari 2018 20:30 Constant Vanden Stockstadion Anderlecht  | RSC Anderlecht                                                                  | 2-2                             | Waasland-Beveren                                     | Sels Spajić, Dendoncker, Deschacht Bruno (81' Ganvoula), Kums, Trebel, Saief Gerkens (70' Appiah), Teodorczyk, Amuzu (71' Sambi)               |                                                                      |
| 24 januari 2018 20:30 Constant Vanden Stockstadion Anderlecht  | 40' Teodorczyk 83' Saief                                                        | 0-1 1-1 1-2 2-2                 | 11' Ampomah 81' Thelin (pen.)                        | Sels Spajić, Dendoncker, Deschacht Bruno (81' Ganvoula), Kums, Trebel, Saief Gerkens (70' Appiah), Teodorczyk, Amuzu (71' Sambi)               |                                                                      |
| 28 januari 2018 18:00 Stade Maurice Dufrasne Luik              | Standard Luik                                                                   | 3-3                             | RSC Anderlecht                                       | Sels Spajić, Dendoncker, Josué Sá Appiah, Kums, Trebel (79' Amuzu), Sambi, Saief Gerkens (79' Ganvoula), Hanni                                 | 61' Josué Sá 66' Trebel 90+2' Dendoncker                             |
| 28 januari 2018 18:00 Stade Maurice Dufrasne Luik              | 6' Sá 24' Luyindama 63' Luyindama                                               | 1-0 1-1 2-1 2-2 2-3 3-3         | 14' Hanni 41' Hanni 44' Hanni                        | Sels Spajić, Dendoncker, Josué Sá Appiah, Kums, Trebel (79' Amuzu), Sambi, Saief Gerkens (79' Ganvoula), Hanni                                 | 61' Josué Sá 66' Trebel 90+2' Dendoncker                             |
| 4 februari 2018 14:30 Constant Vanden Stockstadion Anderlecht  | RSC Anderlecht                                                                  | 2-2                             | KV Mechelen                                          | Sels Spajić, Dendoncker, Deschacht Appiah, Sambi (46' Chipciu), Kums, Saief Azevedo (46' Gerkens), Ganvoula, Morioka (90' Dauda)               | 49' Spajić 58' Dendoncker                                            |
| 4 februari 2018 14:30 Constant Vanden Stockstadion Anderlecht  | 10' Ganvoula 56' Ganvoula                                                       | 1-0 1-1 1-2 2-2                 | 15' Bandé 22' Spajić (own)                           | Sels Spajić, Dendoncker, Deschacht Appiah, Sambi (46' Chipciu), Kums, Saief Azevedo (46' Gerkens), Ganvoula, Morioka (90' Dauda)               | 49' Spajić 58' Dendoncker                                            |
| 10 februari 2018 18:00 Versluys Arena Oostende                 | KV Oostende                                                                     | 2-0                             | RSC Anderlecht                                       | Sels Appiah (63' Amuzu), Spajić, Dendoncker, Obradović Gerkens, Kums, Morioka (76' Josué Sá) Chipciu (46' Teodorczyk), Ganvoula, Saief         | 42' Chipciu 58' Kums 72' Dendoncker 90+2' Amuzu 90+4' Spajić         |
| 10 februari 2018 18:00 Versluys Arena Oostende                 | 7' Dendoncker (own) 15' Milić                                                   | 1-0 2-0                         |                                                      | Sels Appiah (63' Amuzu), Spajić, Dendoncker, Obradović Gerkens, Kums, Morioka (76' Josué Sá) Chipciu (46' Teodorczyk), Ganvoula, Saief         | 42' Chipciu 58' Kums 72' Dendoncker 90+2' Amuzu 90+4' Spajić         |
| 16 februari 2018 20:30 Stayen Sint-Truiden                     | Sint-Truiden                                                                    | 1-0                             | RSC Anderlecht                                       | Sels Appiah, Spajić, Josué Sá (75' Morioka), Obradović Chipciu (75' Saelemaekers), Gerkens, Sambi, Saief Bruno (62' Dauda), Teodorczyk         | 25' Teodorczyk 36' Appiah 48' Josué Sá                               |
| 16 februari 2018 20:30 Stayen Sint-Truiden                     | 32' Akpom                                                                       | 1-0                             |                                                      | Sels Appiah, Spajić, Josué Sá (75' Morioka), Obradović Chipciu (75' Saelemaekers), Gerkens, Sambi, Saief Bruno (62' Dauda), Teodorczyk         | 25' Teodorczyk 36' Appiah 48' Josué Sá                               |
| 25 februari 2018 14:30 Constant Vanden Stockstadion Anderlecht | RSC Anderlecht                                                                  | 5-3                             | Excel Moeskroen                                      | Sels Appiah (63' Chipciu), Dendoncker, Spajić, Obradović Kums (70' Marković), Trebel, Morioka Gerkens, Teodorczyk (90+3' Ganvoula), Saief      |                                                                      |
| 25 februari 2018 14:30 Constant Vanden Stockstadion Anderlecht | 26' Morioka 45+2' Teodorczyk (pen.) 57' Teodorczyk 61' Teodorczyk 90+2' Morioka | 1-0 2-0 3-0 4-0 4-1 4-2 4-3 5-3 | 70' Awoniyi 72' Van Durmen 84' Mezague               | Sels Appiah (63' Chipciu), Dendoncker, Spajić, Obradović Kums (70' Marković), Trebel, Morioka Gerkens, Teodorczyk (90+3' Ganvoula), Saief      |                                                                      |
| 3 maart 2018 20:00 Regenboogstadion Waregem                    | Zulte Waregem                                                                   | 2-3                             | RSC Anderlecht                                       | Sels Appiah, Dendoncker, Spajić, Obradović Kums, Trebel (90+4' Josué Sá), Morioka (79' Amuzu) Gerkens, Teodorczyk (90' Ganvoula), Saief        | 80' Teodorczyk 87' Obradović                                         |
| 3 maart 2018 20:00 Regenboogstadion Waregem                    | 28' Baudry 85' Šaponjić                                                         | 0-1 0-2 1-2 1-3 2-3             | 2' Morioka 12' Teodorczyk 32' Teodorczyk             | Sels Appiah, Dendoncker, Spajić, Obradović Kums, Trebel (90+4' Josué Sá), Morioka (79' Amuzu) Gerkens, Teodorczyk (90' Ganvoula), Saief        | 80' Teodorczyk 87' Obradović                                         |
| 11 maart 2018 14:30 Constant Vanden Stockstadion Anderlecht    | RSC Anderlecht                                                                  | 2-1                             | Antwerp FC                                           | Sels Appiah, Spajić, Dendoncker, Obradović Kums, Trebel, Morioka (83' Josué Sá) Gerkens, Teodorczyk (72' Ganvoula), Saief                      | 3' Dendoncker 81' Trebel                                             |
| 11 maart 2018 14:30 Constant Vanden Stockstadion Anderlecht    | 22' Teodorczyk 77' Ganvoula (pen.)                                              | 1-0 1-1 2-1                     | 43' Limbombe                                         | Sels Appiah, Spajić, Dendoncker, Obradović Kums, Trebel, Morioka (83' Josué Sá) Gerkens, Teodorczyk (72' Ganvoula), Saief                      | 3' Dendoncker 81' Trebel                                             |
| Play-off I                                                     |                                                                                 |                                 |                                                      | |                                                                      |
| 1 april 2018 18:00 Constant Vanden Stockstadion Anderlecht     | RSC Anderlecht                                                                  | 0-2                             | AA Gent                                              | Sels Josué Sá (78' Ganvoula), Spajić, Obradović Saelemaekers (81' Marković), Dendoncker, Kums, Saief Gerkens, Teodorczyk, Morioka              | 31' Teodorczyk 38' Saelemaekers 51' Obradović 85' Spajić             |
| 1 april 2018 18:00 Constant Vanden Stockstadion Anderlecht     |                                                                                 | 0-1 0-2                         | 47' Dejaegere 86' Kubo                               | Sels Josué Sá (78' Ganvoula), Spajić, Obradović Saelemaekers (81' Marković), Dendoncker, Kums, Saief Gerkens, Teodorczyk, Morioka              | 31' Teodorczyk 38' Saelemaekers 51' Obradović 85' Spajić             |
| 6 april 2018 20:30 Stade du Pays de Charleroi Charleroi        | Sporting Charleroi                                                              | 1-2                             | RSC Anderlecht                                       | Sels Spajić (23' Josué Sá), Dendoncker, Obradović Saelemaekers (89' Danté), Gerkens, Kums (83' Sambi), Saief Marković, Teodorczyk, Morioka     | 24' Saelemaekers 75' Josué Sá 87' Teodorczyk 90+2' Danté             |
| 6 april 2018 20:30 Stade du Pays de Charleroi Charleroi        | 47' Baby                                                                        | 0-1 1-1 1-2                     | 3' Morioka 64' Teodorczyk (pen.)                     | Sels Spajić (23' Josué Sá), Dendoncker, Obradović Saelemaekers (89' Danté), Gerkens, Kums (83' Sambi), Saief Marković, Teodorczyk, Morioka     | 24' Saelemaekers 75' Josué Sá 87' Teodorczyk 90+2' Danté             |
| 15 april 2018 18:00 Constant Vanden Stockstadion Anderlecht    | RSC Anderlecht                                                                  | 1-0                             | Club Brugge                                          | Sels Josué Sá, Dendoncker, Obradović Saelemaekers (79' Danté), Kums, Trebel, Saief Marković (64' Morioka), Teodorczyk (75' Ganvoula), Gerkens  | 90+4' Gerkens                                                        |
| 15 april 2018 18:00 Constant Vanden Stockstadion Anderlecht    | 52' Teodorczyk                                                                  | 1-0                             |                                                      | Sels Josué Sá, Dendoncker, Obradović Saelemaekers (79' Danté), Kums, Trebel, Saief Marković (64' Morioka), Teodorczyk (75' Ganvoula), Gerkens  | 90+4' Gerkens                                                        |
| 18 april 2018 20:30 Stade Maurice Dufrasne Luik                | Standard Luik                                                                   | 2-1                             | RSC Anderlecht                                       | Sels Josué Sá, Dendoncker, Obradović Saelemaekers (69' Chipciu), Kums, Trebel, Saief Gerkens, Teodorczyk (61' Ganvoula), Morioka (77' Bruno)   | 26' Trebel 85' Saief                                                 |
| 18 april 2018 20:30 Stade Maurice Dufrasne Luik                | 10' Emond 60' Carcela                                                           | 1-0 1-1 2-1                     | 40' Trebel                                           | Sels Josué Sá, Dendoncker, Obradović Saelemaekers (69' Chipciu), Kums, Trebel, Saief Gerkens, Teodorczyk (61' Ganvoula), Morioka (77' Bruno)   | 26' Trebel 85' Saief                                                 |
| 21 april 2018 20:30 Luminus Arena Genk                         | KRC Genk                                                                        | 2-1                             | RSC Anderlecht                                       | Sels Josué Sá, Dendoncker, Obradović Saelemaekers (67' Bruno), Kums (67' Morioka), Trebel, Saief Marković (80' Amuzu), Teodorczyk, Gerkens     | 49' Teodorczyk 78' Saief 79' Marković                                |
| 21 april 2018 20:30 Luminus Arena Genk                         | 2' Ndongala 59' Trossard                                                        | 1-0 1-1 2-1                     | 20' Marković                                         | Sels Josué Sá, Dendoncker, Obradović Saelemaekers (67' Bruno), Kums (67' Morioka), Trebel, Saief Marković (80' Amuzu), Teodorczyk, Gerkens     | 49' Teodorczyk 78' Saief 79' Marković                                |
| 29 april 2018 18:00 Constant Vanden Stockstadion Anderlecht    | RSC Anderlecht                                                                  | 3-1                             | Sporting Charleroi                                   | Sels Josué Sá, Dendoncker, Deschacht Najar (67' Saelemaekers), Kums, Trebel, Saief (83' Amuzu) Gerkens, Ganvoula, Morioka (90' Marković)       | 31' Kums 55' Saief 61' Josuá Sá 65' Dendoncker 90+4' Sels            |
| 29 april 2018 18:00 Constant Vanden Stockstadion Anderlecht    | 44' Gerkens 57' Morioka 73' Dendoncker                                          | 1-0 2-0 2-1 3-1                 | 70' Rezaei                                           | Sels Josué Sá, Dendoncker, Deschacht Najar (67' Saelemaekers), Kums, Trebel, Saief (83' Amuzu) Gerkens, Ganvoula, Morioka (90' Marković)       | 31' Kums 55' Saief 61' Josuá Sá 65' Dendoncker 90+4' Sels            |
| 6 mei 2018 14:50 Jan Breydelstadion Brugge                     | Club Brugge                                                                     | 1-2                             | RSC Anderlecht                                       | Sels Josué Sá, Dendoncker, Deschacht Najar, Kums, Trebel, Marković (90' Saelemaekers) Gerkens (85' Spajić), Teodorczyk (70' Ganvoula), Morioka | 45+2' Dendoncker 72' Trebel                                          |
| 6 mei 2018 14:50 Jan Breydelstadion Brugge                     | 80' Diaby                                                                       | 0-1 0-2 1-2                     | 58' Teodorczyk 73' Morioka                           | Sels Josué Sá, Dendoncker, Deschacht Najar, Kums, Trebel, Marković (90' Saelemaekers) Gerkens (85' Spajić), Teodorczyk (70' Ganvoula), Morioka | 45+2' Dendoncker 72' Trebel                                          |
| 10 mei 2018 14:30 Constant Vanden Stockstadion Anderlecht      | RSC Anderlecht                                                                  | 1-3                             | Standard Luik                                        | Sels Josué Sá, Dendoncker, Deschacht Najar (83' Saelemaekers), Kums, Trebel, Saief (46' Gerkens) Marković (76' Bruno), Teodorczyk, Morioka     | 35' Teodorczyk 44' Trebel 45+4' Kums                                 |
| 10 mei 2018 14:30 Constant Vanden Stockstadion Anderlecht      | 63' Teodorczyk                                                                  | 0-1 0-2 1-2 1-3                 | 48' Edmilson jr. 51' Emond 78' Edmilson jr.          | Sels Josué Sá, Dendoncker, Deschacht Najar (83' Saelemaekers), Kums, Trebel, Saief (46' Gerkens) Marković (76' Bruno), Teodorczyk, Morioka     | 35' Teodorczyk 44' Trebel 45+4' Kums                                 |
| 13 mei 2018 18:00 Ghelamco Arena Gent                          | AA Gent                                                                         | 1-0                             | RSC Anderlecht                                       | Sels Josué Sá (78' Danté), Spajić, Deschacht Saelemaekers, Kums, Dendoncker, Saief (15' Amuzu) Gerkens, Teodorczyk, Morioka (82' Ganvoula)     | 63' Dendoncker                                                       |
| 13 mei 2018 18:00 Ghelamco Arena Gent                          | 66' Simon                                                                       | 1-0                             |                                                      | Sels Josué Sá (78' Danté), Spajić, Deschacht Saelemaekers, Kums, Dendoncker, Saief (15' Amuzu) Gerkens, Teodorczyk, Morioka (82' Ganvoula)     | 63' Dendoncker                                                       |
| 20 mei 2018 18:00 Constant Vanden Stockstadion Anderlecht      | RSC Anderlecht                                                                  | 1-2                             | KRC Genk                                             | Sels Spajić, Kara, Deschacht Najar (46' Amuzu), Kums, Trebel, Saelemaekers Gerkens, Teodorczyk (90+1' Ganvoula), Morioka (84' Sambi)           | 73' Trebel                                                           |
| 20 mei 2018 18:00 Constant Vanden Stockstadion Anderlecht      | 53' Teodorczyk                                                                  | 0-1 0-2 1-2                     | 35' Wouters 36' Trossard                             | Sels Spajić, Kara, Deschacht Najar (46' Amuzu), Kums, Trebel, Saelemaekers Gerkens, Teodorczyk (90+1' Ganvoula), Morioka (84' Sambi)           | 73' Trebel                                                           |

### Overzicht
Reguliere competitie
| Speeldag  | 1  | 2 | 3  | 4  | 5  | 6  | 7 | 8  | 9  | 10 | 11 | 12 | 13 | 14 | 15 | 16 | 17 | 18 | 19 | 20 | 21 | 22 | 23 | 24 | 25 | 26 | 27 | 28 | 29 | 30 |
| --------- | -- | - | -- | -- | -- | -- | - | -- | -- | -- | -- | -- | -- | -- | -- | -- | -- | -- | -- | -- | -- | -- | -- | -- | -- | -- | -- | -- | -- | -- |
| Resultaat | g  | w | v  | v  | g  | w  | g | w  | w  | w  | v  | w  | w  | g  | w  | w  | w  | v  | v  | w  | w  | w  | g  | g  | g  | v  | v  | w  | w  | w  |
| Punten    | 1  | 4 | 4  | 4  | 5  | 8  | 9 | 12 | 15 | 18 | 18 | 21 | 24 | 25 | 28 | 31 | 34 | 34 | 34 | 37 | 40 | 43 | 44 | 45 | 46 | 46 | 46 | 49 | 52 | 55 |
| Positie   | 10 | 5 | 11 | 10 | 11 | 10 | 9 | 7  | 7  | 5  | 5  | 4  | 3  | 3  | 3  | 3  | 3  | 3  | 3  | 3  | 3  | 3  | 3  | 3  | 3  | 3  | 3  | 3  | 2  | 2  |

Play-off I
| Speeldag  | 1  | 2  | 3  | 4  | 5  | 6  | 7  | 8  | 9  | 10 |
| --------- | -- | -- | -- | -- | -- | -- | -- | -- | -- | -- |
| Resultaat | v  | w  | w  | v  | v  | w  | w  | v  | v  | v  |
| Punten    | 28 | 31 | 34 | 34 | 34 | 37 | 40 | 40 | 40 | 40 |
| Positie   | 3  | 3  | 2  | 2  | 2  | 2  | 2  | 3  | 3  | 3  |

### Klassement

#### Reguliere competitie
| Pos | Team               | Wed | W  | G  | V  | Ptn | DV | DT | +/− |       |
| --- | ------------------ | --- | -- | -- | -- | --- | -- | -- | --- | ----- |
| 1   | Club Brugge        | 30  | 20 | 7  | 3  | 67  | 68 | 33 | +35 | PO I  |
| 2   | RSC Anderlecht     | 30  | 16 | 7  | 7  | 55  | 49 | 42 | +7  | PO I  |
| 3   | Sporting Charleroi | 30  | 13 | 12 | 5  | 51  | 43 | 25 | +18 | PO I  |
| 4   | KAA Gent           | 30  | 14 | 8  | 8  | 50  | 45 | 27 | +18 | PO I  |
| 5   | KRC Genk           | 30  | 11 | 11 | 8  | 44  | 44 | 36 | +8  | PO I  |
| 6   | Standard Luik      | 30  | 11 | 11 | 8  | 44  | 43 | 41 | +2  | PO I  |
| 7   | KV Kortrijk        | 30  | 12 | 6  | 12 | 42  | 42 | 39 | +3  | PO II |

PO I: Play-off I, PO II: Play-off II, : Degradeert na dit seizoen naar eerste klasse B

#### Play-off I
| Pos | Team               | Wed | W | G | V | Ptn | DV | DT | +/− |                                        |
| --- | ------------------ | --- | - | - | - | --- | -- | -- | --- | -------------------------------------- |
| 1   | Club Brugge        | 10  | 3 | 3 | 4 | 46  | 17 | 12 | +5  | Kampioen, Groepsfase Champions League  |
| 2   | Standard Luik      | 10  | 6 | 3 | 1 | 43  | 20 | 9  | +11 | Voorrondes Champions League            |
| 3   | RSC Anderlecht     | 10  | 4 | 0 | 6 | 40  | 12 | 15 | −3  | Groepsfase Europa League               |
| 4   | KAA Gent           | 10  | 4 | 2 | 4 | 39  | 8  | 8  | 0   | Voorrondes Europa League               |
| 5   | KRC Genk           | 10  | 4 | 4 | 2 | 38  | 13 | 13 | 0   | Testwedstrijd tegen winnaar Play-off 2 |
| 6   | Sporting Charleroi | 10  | 2 | 2 | 6 | 34  | 9  | 22 | −13 |                                        |

1. ↑  Aangezien Standard Luik de Beker van België won, gaf de derde plaats recht op rechtstreekse kwalificatie voor de groepsfase van de Europa League

## UEFA Champions League

### Wedstrijden
| UEFA Champions League                                           |                                                               |                     |                                              | |                                 |
| Wedstrijddetails                                                | Thuisploeg                                                    | Uitslag             | Uitploeg                                     | Opstelling | Kaarten                         |
| Groepsfase                                                      |                                                               |                     |                                              | |                                 |
| 12 september 2017 20:45 Allianz Arena München                   | Bayern München                                                | 3-0                 | RSC Anderlecht                               | Sels Chipciu, Spajić, Kums, Deschacht, Najar (26' Appiah) Stanciu (59' Onyekuru), Dendoncker, Hanni, Trebel Teodorczyk (84' Harbaoui)    | 11' Kums 22' Trebel 59' Stanciu |
| 12 september 2017 20:45 Allianz Arena München                   | 12' Lewandowski (pen.) 65' Thiago 90' Kimmich                 | 1-0 2-0 3-0         |                                              | Sels Chipciu, Spajić, Kums, Deschacht, Najar (26' Appiah) Stanciu (59' Onyekuru), Dendoncker, Hanni, Trebel Teodorczyk (84' Harbaoui)    | 11' Kums 22' Trebel 59' Stanciu |
| 27 september 2017 20:45 Constant Vanden Stockstadion Anderlecht | RSC Anderlecht                                                | 0-3                 | Celtic FC                                    | Boeckx Chipciu, Spajić (44' Kara), Dendoncker, Deschacht (57' Stanciu), Appiah Hanni (70' Bruno), Gerkens, Trebel Onyekuru, Teodorczyk   |                                 |
| 27 september 2017 20:45 Constant Vanden Stockstadion Anderlecht |                                                               | 0-1 0-2 0-3         | 38' Griffiths 50' Roberts 90+3' Sinclair     | Boeckx Chipciu, Spajić (44' Kara), Dendoncker, Deschacht (57' Stanciu), Appiah Hanni (70' Bruno), Gerkens, Trebel Onyekuru, Teodorczyk   |                                 |
| 18 oktober 2017 20:45 Constant Vanden Stockstadion Anderlecht   | RSC Anderlecht                                                | 0-4                 | Paris Saint-Germain                          | Sels Dendoncker, Kara, Deschacht (89' Obradović) Appiah, Kums (57' Josué Sá), Trebel, Onyekuru Gerkens (81' Bruno), Teodorczyk, Hanni    | 55' Onyekuru 71' Teodorczyk     |
| 18 oktober 2017 20:45 Constant Vanden Stockstadion Anderlecht   |                                                               | 0-1 0-2 0-3 0-4     | 3' Mbappé 44' Cavani 66' Neymar 88' Di María | Sels Dendoncker, Kara, Deschacht (89' Obradović) Appiah, Kums (57' Josué Sá), Trebel, Onyekuru Gerkens (81' Bruno), Teodorczyk, Hanni    | 55' Onyekuru 71' Teodorczyk     |
| 31 oktober 2017 20:45 Parc des Princes Parijs                   | Paris Saint-Germain                                           | 5-0                 | RSC Anderlecht                               | Boeckx Appiah, Kara, Spajić (45+4' Josué Sá), Obradović Kums, Dendoncker, Trebel Gerkens, Onyekuru (79' Stanciu), Hanni (60' Teodorczyk) |                                 |
| 31 oktober 2017 20:45 Parc des Princes Parijs                   | 30' Verratti 45+4' Neymar 52' Kurzawa 72' Kurzawa 78' Kurzawa | 1-0 2-0 3-0 4-0 5-0 |                                              | Boeckx Appiah, Kara, Spajić (45+4' Josué Sá), Obradović Kums, Dendoncker, Trebel Gerkens, Onyekuru (79' Stanciu), Hanni (60' Teodorczyk) |                                 |
| 22 november 2017 20:45 Constant Vanden Stockstadion Anderlecht  | RSC Anderlecht                                                | 1-2                 | Bayern München                               | Sels Appiah, Kara, Spajić, Deschacht Kums, Dendoncker, Trebel Gerkens (65' Onyekuru), Teodorczyk (82' Harbaoui), Hanni (71' Bruno)       | 47' Spajić 83' Dendoncker       |
| 22 november 2017 20:45 Constant Vanden Stockstadion Anderlecht  | 63' Hanni                                                     | 0-1 1-1 1-2         | 51' Lewandowski 77' Tolisso                  | Sels Appiah, Kara, Spajić, Deschacht Kums, Dendoncker, Trebel Gerkens (65' Onyekuru), Teodorczyk (82' Harbaoui), Hanni (71' Bruno)       | 47' Spajić 83' Dendoncker       |
| 5 december 2017 20:45 Celtic Park Glasgow                       | Celtic FC                                                     | 0-1                 | RSC Anderlecht                               | Boeckx Appiah (90' Bruno), Kara (75' Josué Sá), Spajić, Obradović Kums, Dendoncker, Trebel Gerkens (78' Teodorczyk), Hanni, Onyekuru     |                                 |
| 5 december 2017 20:45 Celtic Park Glasgow                       |                                                               | 0-1                 | 62' Šimunović (own)                          | Boeckx Appiah (90' Bruno), Kara (75' Josué Sá), Spajić, Obradović Kums, Dendoncker, Trebel Gerkens (78' Teodorczyk), Hanni, Onyekuru     |                                 |

### Groepsfase speeldag 1
|                                                    |                                              |                |                |                                                                               |
| 12 september 2017 Groepsfase UEFA Champions League | Bayern München                               | 3 – 0          | RSC Anderlecht | Allianz Arena, München Toeschouwers: 70.000 Scheidsrechter: Paolo Tagliavento |
| 12 september 2017 Groepsfase UEFA Champions League | 12' (pen) Lewandowski 65' Thiago 90' Kimmich | Wedstrijdfiche |                | Allianz Arena, München Toeschouwers: 70.000 Scheidsrechter: Paolo Tagliavento |

| Bayern | Anderlecht |

| Bayern (4–2–3–1): |    |                    |         |
|                   |    |                    |         |
| GK                | 1  | Manuel Neuer       |         |
| RB                | 32 | Joshua Kimmich     |         |
| CB                | 8  | Javi Martínez      | 77'     |
| CB                | 4  | Niklas Süle        |         |
| LB                | 13 | Rafinha            |         |
| CM                | 6  | Thiago             |         |
| CM                | 24 | Corentin Tolisso   | 74'     |
| RM                | 10 | Arjen Robben       |         |
| AM                | 11 | James Rodríguez    | 85'     |
| LM                | 7  | Franck Ribéry      | 11' 78' |
| CF                | 9  | Robert Lewandowski |         |
| Wisselspelers:    |    |                    |         |
|                   |    |                    |         |
| DF                | 17 | Jérôme Boateng     | 77'     |
| FW                | 25 | Thomas Müller      | 78'     |
| FW                | 29 | Kingsley Coman     | 85'     |
| Coach:            |    |                    |         |
| Jupp Heynckes     |    |                    |         |

| Anderlecht (1–4–4–1 sweeper / libero): |    |                    |     |
|                                        |    |                    |     |
| GK                                     | 1  | Matz Sels          |     |
| SW                                     | 20 | Sven Kums          | 11' |
| RB                                     | 11 | Alexandru Chipciu  |     |
| CB                                     | 5  | Uroš Spajić        |     |
| CB                                     | 3  | Olivier Deschacht  |     |
| LB                                     | 7  | Andy Najar         | 26' |
| RM                                     | 10 | Nicolae Stanciu    | 59' |
| CM                                     | 25 | Adrien Trebel      | 21' |
| CM                                     | 32 | Leander Dendoncker |     |
| LM                                     | 94 | Sofiane Hanni      |     |
| CF                                     | 91 | Łukasz Teodorczyk  | 84' |
| Wisselspelers:                         |    |                    |     |
|                                        |    |                    |     |
| DF                                     | 12 | Dennis Appiah      | 26' |
| FW                                     | 9  | Henry Onyekuru     | 59' |
| FW                                     | 99 | Hamdi Harbaoui     | 84' |
| Coach:                                 |    |                    |     |
| René Weiler                            |    |                    |     |

### Groepsfase speeldag 2
|                                                    |                |                |                                          |                                                                                                 |
| 27 september 2017 Groepsfase UEFA Champions League | RSC Anderlecht | 0 – 3          | Celtic FC                                | Constant Vanden Stockstadion, Anderlecht Toeschouwers: 19.898 Scheidsrechter: Jesús Gil Manzano |
| 27 september 2017 Groepsfase UEFA Champions League |                | Wedstrijdfiche | 38' Griffiths 50' Roberts 90+3' Sinclair | Constant Vanden Stockstadion, Anderlecht Toeschouwers: 19.898 Scheidsrechter: Jesús Gil Manzano |

| Anderlecht | Celtic |

| Anderlecht (3–4–3):       |    |                    |     |
|                           |    |                    |     |
| GK                        | 23 | Frank Boeckx       |     |
| CB                        | 32 | Leander Dendoncker |     |
| CB                        | 3  | Olivier Deschacht  | 57' |
| CB                        | 5  | Uroš Spajić        | 44' |
| RM                        | 11 | Alexandru Chipciu  |     |
| CM                        | 25 | Adrien Trebel      |     |
| CM                        | 8  | Pieter Gerkens     |     |
| LM                        | 12 | Dennis Appiah      |     |
| RW                        | 9  | Henry Onyekuru     |     |
| CF                        | 91 | Łukasz Teodorczyk  |     |
| LW                        | 94 | Sofiane Hanni      | 70' |
| Wisselspelers:            |    |                    |     |
|                           |    |                    |     |
| DF                        | 4  | Kara Mbodj         | 44' |
| FW                        | 10 | Nicolae Stanciu    | 57' |
| FW                        | 17 | Massimo Bruno      | 70' |
| Coach:                    |    |                    |     |
| Nicolás Frutos ad interim |    |                    |     |

| Celtic (4–2–3–1): |    |                 |     |
|                   |    |                 |     |
| GK                | 1  | Craig Gordon    |     |
| RB                | 23 | Mikael Lustig   |     |
| CB                | 5  | Jozo Šimunović  |     |
| CB                | 20 | Dedryck Boyata  |     |
| LB                | 63 | Kieran Tierney  |     |
| CM                | 21 | Olivier Ntcham  |     |
| CM                | 8  | Scott Brown     | 70' |
| RM                | 7  | Patrick Roberts | 78' |
| AM                | 18 | Tom Rogić       | 65' |
| LM                | 11 | Scott Sinclair  |     |
| CF                | 9  | Leigh Griffiths |     |
| Wisselspelers:    |    |                 |     |
|                   |    |                 |     |
| MF                | 42 | Callum McGregor | 65' |
| MF                | 6  | Nir Bitton      | 70' |
| FW                | 49 | James Forrest   | 78' |
| Coach:            |    |                 |     |
| Brendan Rodgers   |    |                 |     |

### Groepsfase speeldag 3
|                                                  |                |                |                                              |                                                                                              |
| 18 oktober 2017 Groepsfase UEFA Champions League | RSC Anderlecht | 0 – 4          | PSG                                          | Constant Vanden Stockstadion, Anderlecht Toeschouwers: 19.106 Scheidsrechter: Pavel Královec |
| 18 oktober 2017 Groepsfase UEFA Champions League |                | Wedstrijdfiche | 3' Mbappé 44' Cavani 66' Neymar 88' Di María | Constant Vanden Stockstadion, Anderlecht Toeschouwers: 19.106 Scheidsrechter: Pavel Královec |

| Anderlecht | PSG |

| Anderlecht (3–4–3): |    |                    |     |
|                     |    |                    |     |
| GK                  | 1  | Matz Sels          |     |
| CB                  | 32 | Leander Dendoncker |     |
| CB                  | 3  | Olivier Deschacht  | 89' |
| CB                  | 4  | Kara Mbodj         |     |
| RM                  | 12 | Dennis Appiah      |     |
| CM                  | 25 | Adrien Trebel      |     |
| CM                  | 20 | Sven Kums          | 57' |
| LM                  | 9  | Henry Onyekuru     | 55' |
| RW                  | 8  | Pieter Gerkens     | 81' |
| CF                  | 91 | Łukasz Teodorczyk  | 71' |
| LW                  | 94 | Sofiane Hanni      |     |
| Wisselspelers:      |    |                    |     |
|                     |    |                    |     |
| DF                  | 2  | Josué Sá           | 57' |
| FW                  | 17 | Massimo Bruno      | 81' |
| DF                  | 37 | Ivan Obradović     | 89' |
| Coach:              |    |                    |     |
| Hein Vanhaezebrouck |    |                    |     |

| PSG (4–3–3 punt naar achteren): |    |                  |         |
|                                 |    |                  |         |
| GK                              | 16 | Alphonse Aréola  |         |
| RB                              | 32 | Dani Alves       |         |
| CB                              | 5  | Marquinhos       |         |
| CB                              | 3  | Presnel Kimpembe |         |
| LB                              | 20 | Layvin Kurzawa   |         |
| DM                              | 8  | Thiago Motta     | 51' 71' |
| CM                              | 25 | Adrien Rabiot    |         |
| CM                              | 6  | Marco Verratti   | 75'     |
| RW                              | 29 | Kylian Mbappé    | 54'     |
| CF                              | 9  | Edinson Cavani   | 74'     |
| LW                              | 10 | Neymar           |         |
| Wisselspelers:                  |    |                  |         |
|                                 |    |                  |         |
| FW                              | 23 | Julian Draxler   | 71'     |
| FW                              | 11 | Ángel Di María   | 74'     |
| MF                              | 18 | Giovani Lo Celso | 75'     |
| Coach:                          |    |                  |         |
| Unai Emery                      |    |                  |         |

### Groepsfase speeldag 4
|                                                  |                                                 |                |                |                                                                               |
| 31 oktober 2017 Groepsfase UEFA Champions League | PSG                                             | 5 – 0          | RSC Anderlecht | Parc des Princes, Parijs Toeschouwers: 46.403 Scheidsrechter: David Fernández |
| 31 oktober 2017 Groepsfase UEFA Champions League | 30' Verratti 45+4' Neymar 52', 72', 78' Kurzawa | Wedstrijdfiche |                | Parc des Princes, Parijs Toeschouwers: 46.403 Scheidsrechter: David Fernández |

| PSG | Anderlecht |

| PSG (4–3–3 punt naar achteren): |    |                  |     |
|                                 |    |                  |     |
| GK                              | 16 | Alphonse Aréola  |     |
| RB                              | 32 | Dani Alves       |     |
| CB                              | 2  | Thiago Silva     |     |
| CB                              | 5  | Marquinhos       |     |
| LB                              | 20 | Layvin Kurzawa   |     |
| DM                              | 25 | Adrien Rabiot    | 76' |
| CM                              | 6  | Marco Verratti   | 64' |
| CM                              | 23 | Julian Draxler   |     |
| RW                              | 29 | Kylian Mbappé    | 64' |
| CF                              | 9  | Edinson Cavani   |     |
| LW                              | 10 | Neymar           |     |
| Wisselspelers:                  |    |                  |     |
|                                 |    |                  |     |
| MF                              | 18 | Giovani Lo Celso | 64' |
| FW                              | 11 | Ángel Di María   | 64' |
| MF                              | 27 | Javier Pastore   | 76' |
| Coach:                          |    |                  |     |
| Unai Emery                      |    |                  |     |

| Anderlecht (3–4–3): |    |                    |       |
|                     |    |                    |       |
| GK                  | 23 | Frank Boeckx       |       |
| CB                  | 32 | Leander Dendoncker |       |
| CB                  | 5  | Uroš Spajić        | 45+4' |
| CB                  | 4  | Kara Mbodj         |       |
| RM                  | 12 | Dennis Appiah      |       |
| CM                  | 25 | Adrien Trebel      |       |
| CM                  | 20 | Sven Kums          |       |
| LM                  | 37 | Ivan Obradović     |       |
| RW                  | 8  | Pieter Gerkens     |       |
| CF                  | 94 | Sofiane Hanni      | 60'   |
| LW                  | 9  | Henry Onyekuru     | 79'   |
| Wisselspelers:      |    |                    |       |
|                     |    |                    |       |
| DF                  | 2  | Josué Sá           | 45+4' |
| FW                  | 91 | Łukasz Teodorczyk  | 60'   |
| FW                  | 10 | Nicolae Stanciu    | 79'   |
| Coach:              |    |                    |       |
| Hein Vanhaezebrouck |    |                    |       |

### Groepsfase speeldag 5
|                                                   |                |                |                             |                                                                                              |
| 22 november 2017 Groepsfase UEFA Champions League | RSC Anderlecht | 1 – 2          | Bayern München              | Constant Vanden Stockstadion, Anderlecht Toeschouwers: 19.753 Scheidsrechter: Anthony Taylor |
| 22 november 2017 Groepsfase UEFA Champions League | 63' Hanni      | Wedstrijdfiche | 51' Lewandowski 77' Tolisso | Constant Vanden Stockstadion, Anderlecht Toeschouwers: 19.753 Scheidsrechter: Anthony Taylor |

| Anderlecht | Bayern |

| Anderlecht (3–4–3): |    |                    |     |
|                     |    |                    |     |
| GK                  | 1  | Matz Sels          |     |
| CB                  | 5  | Uroš Spajić        | 47' |
| CB                  | 3  | Olivier Deschacht  |     |
| CB                  | 4  | Kara Mbodj         |     |
| RM                  | 12 | Dennis Appiah      |     |
| CM                  | 32 | Leander Dendoncker | 83' |
| CM                  | 20 | Sven Kums          |     |
| LM                  | 25 | Adrien Trebel      |     |
| RW                  | 8  | Pieter Gerkens     | 65' |
| CF                  | 91 | Łukasz Teodorczyk  | 82' |
| LW                  | 94 | Sofiane Hanni      | 71' |
| Wisselspelers:      |    |                    |     |
|                     |    |                    |     |
| FW                  | 9  | Henry Onyekuru     | 65' |
| FW                  | 17 | Massimo Bruno      | 71' |
| FW                  | 99 | Hamdi Harbaoui     | 82' |
| Coach:              |    |                    |     |
| Hein Vanhaezebrouck |    |                    |     |

| Bayern (4–3–3 punt naar achteren): |    |                    |     |
|                                    |    |                    |     |
| GK                                 | 26 | Sven Ulreich       | 89' |
| RB                                 | 32 | Joshua Kimmich     |     |
| CB                                 | 4  | Niklas Süle        |     |
| CB                                 | 17 | Jérôme Boateng     | 61' |
| LB                                 | 34 | Marco Friedl       |     |
| DM                                 | 19 | Sebastian Rudy     |     |
| CM                                 | 24 | Corentin Tolisso   |     |
| CM                                 | 23 | Arturo Vidal       | 87' |
| RW                                 | 10 | Arjen Robben       | 48' |
| CF                                 | 9  | Robert Lewandowski | 63' |
| LW                                 | 6  | Thiago             | 44' |
| Wisselspelers:                     |    |                    |     |
|                                    |    |                    |     |
| FW                                 | 11 | James Rodríguez    | 44' |
| DF                                 | 8  | Javi Martínez      | 48' |
| DF                                 | 5  | Mats Hummels       | 87' |
| Coach:                             |    |                    |     |
| Jupp Heynckes                      |    |                    |     |

### Groepsfase speeldag 6
|                                                  |           |                |                      |                                                                     |
| 5 december 2017 Groepsfase UEFA Champions League | Celtic FC | 0 – 1          | RSC Anderlecht       | Celtic Park, Glasgow Toeschouwers: 57.931 Scheidsrechter: Matej Jug |
| 5 december 2017 Groepsfase UEFA Champions League |           | Wedstrijdfiche | 62' (e.d.) Šimunović | Celtic Park, Glasgow Toeschouwers: 57.931 Scheidsrechter: Matej Jug |

| Celtic | Anderlecht |

| Celtic (4–3–3 punt naar achteren): |    |                  |         |
|                                    |    |                  |         |
| GK                                 | 1  | Craig Gordon     |         |
| RB                                 | 23 | Mikael Lustig    |         |
| CB                                 | 5  | Jozo Šimunović   |         |
| CB                                 | 20 | Dedryck Boyata   |         |
| LB                                 | 63 | Kieran Tierney   |         |
| DM                                 | 8  | Scott Brown      |         |
| CM                                 | 42 | Callum McGregor  |         |
| CM                                 | 14 | Stuart Armstrong | 46'     |
| RW                                 | 49 | James Forrest    |         |
| CF                                 | 10 | Moussa Dembélé   | 74'     |
| LW                                 | 11 | Scott Sinclair   | 46'     |
| Wisselspelers:                     |    |                  |         |
|                                    |    |                  |         |
| MF                                 | 21 | Olivier Ntcham   | 46' 89' |
| MF                                 | 18 | Tom Rogić        | 46'     |
| FW                                 | 22 | Odsonne Édouard  | 74'     |
| Coach:                             |    |                  |         |
| Brendan Rodgers                    |    |                  |         |

| Anderlecht (4–3–3 punt naar achteren): |    |                    |     |
|                                        |    |                    |     |
| GK                                     | 23 | Frank Boeckx       |     |
| RB                                     | 12 | Dennis Appiah      | 90' |
| CB                                     | 5  | Uroš Spajić        |     |
| CB                                     | 4  | Kara Mbodj         | 75' |
| LB                                     | 37 | Ivan Obradović     |     |
| DM                                     | 32 | Leander Dendoncker |     |
| CM                                     | 25 | Adrien Trebel      |     |
| CM                                     | 20 | Sven Kums          |     |
| RW                                     | 8  | Pieter Gerkens     | 78' |
| CF                                     | 94 | Sofiane Hanni      |     |
| LW                                     | 9  | Henry Onyekuru     |     |
| Wisselspelers:                         |    |                    |     |
|                                        |    |                    |     |
| DF                                     | 2  | Josué Sá           | 75' |
| FW                                     | 91 | Łukasz Teodorczyk  | 78' |
| FW                                     | 17 | Massimo Bruno      | 90' |
| Coach:                                 |    |                    |     |
| Hein Vanhaezebrouck                    |    |                    |     |

### Eindstand groepsfase Champions League, groep B
| #  | Club                | GS | W | G | V | DV | DT | DS  | PTN |
| -- | ------------------- | -- | - | - | - | -- | -- | --- | --- |
| 1. | Paris Saint-Germain | 6  | 5 | 0 | 1 | 25 | 4  | +21 | 15  |
| 2. | Bayern München      | 6  | 5 | 0 | 1 | 13 | 6  | +7  | 15  |
| 3. | Celtic FC           | 6  | 1 | 0 | 5 | 5  | 18 | −13 | 3   |
| 4. | RSC Anderlecht      | 6  | 1 | 0 | 5 | 2  | 17 | −15 | 3   |

## Beker van België

### Wedstrijden
| Beker van België                                               |                   |         |                | |                                          |
| Wedstrijddetails                                               | Thuisploeg        | Uitslag | Uitploeg       | Opstelling | Kaarten                                  |
| 1/16 finale                                                    |                   |         |                | |                                          |
| 20 september 2017 20:45 't Kuipje Westerlo                     | KVC Westerlo (1B) | 0-1     | RSC Anderlecht | Boeckx Josué Sá, Spajić, Deschacht Chipciu (64' Appiah), Kums, Dendoncker, Obradović Bruno (72' Stanciu), Harbaoui, Onyekuru (90+2' Gerkens) | 40' Chipciu                              |
| 20 september 2017 20:45 't Kuipje Westerlo                     |                   | 0-1     | 66' Onyekuru   | Boeckx Josué Sá, Spajić, Deschacht Chipciu (64' Appiah), Kums, Dendoncker, Obradović Bruno (72' Stanciu), Harbaoui, Onyekuru (90+2' Gerkens) | 40' Chipciu                              |
| 1/8 finale                                                     |                   |         |                | |                                          |
| 29 november 2017 20:45 Constant Vanden Stockstadion Anderlecht | RSC Anderlecht    | 0-1     | Standard Luik  | Sels Appiah (74' Kums), Kara, Spajić, Obradović Dendoncker, Trebel, Hanni Bruno, Harbaoui, Onyekuru                                          | 36' Appiah 90+9' Spajić 90+10' Obradović |
| 29 november 2017 20:45 Constant Vanden Stockstadion Anderlecht |                   | 0-1     | 18' Carlinhos  | Sels Appiah (74' Kums), Kara, Spajić, Obradović Dendoncker, Trebel, Hanni Bruno, Harbaoui, Onyekuru                                          | 36' Appiah 90+9' Spajić 90+10' Obradović |

## Statistieken
De speler met de meeste wedstrijden is in het groen aangeduid, de speler met de meeste doelpunten in het geel.
| Nr. | Naam                | Jupiler Pro League | Jupiler Pro League | Beker van België | Beker van België | Supercup | Supercup | Champions League | Champions League | Totaal | Totaal |
| Nr. | Naam                | Wed                | Goals              | Wed              | Goals            | Wed      | Goals    | Wed              | Goals            | Wed    | Goals  |
| --- | ------------------- | ------------------ | ------------------ | ---------------- | ---------------- | -------- | -------- | ---------------- | ---------------- | ------ | ------ |
| 1.  | Matz Sels           | 32                 | 0                  | 1                | 0                | 1        | 0        | 3                | 0                | 37     | 0      |
| 2.  | Josué Sá            | 22                 | 0                  | 1                | 0                | 0        | 0        | 3                | 0                | 26     | 0      |
| 3.  | Olivier Deschacht   | 21                 | 0                  | 1                | 0                | 0        | 0        | 4                | 0                | 26     | 0      |
| 4.  | Kara Mbodj          | 13                 | 0                  | 1                | 0                | 1        | 0        | 5                | 0                | 20     | 0      |
| 5.  | Uroš Spajić         | 28                 | 1                  | 2                | 0                | 1        | 0        | 5                | 0                | 36     | 1      |
| 7.  | Andy Najar          | 5                  | 0                  | 0                | 0                | 0        | 0        | 1                | 0                | 6      | 0      |
| 8.  | Pieter Gerkens      | 34                 | 4                  | 1                | 0                | 0        | 0        | 5                | 0                | 40     | 4      |
| 9.  | Henry Onyekuru      | 19                 | 9                  | 2                | 1                | 1        | 0        | 6                | 0                | 28     | 10     |
| 10. | Nicolae Stanciu     | 10                 | 1                  | 1                | 0                | 1        | 0        | 3                | 0                | 15     | 1      |
| 10. | Ryota Morioka       | 16                 | 6                  | 0                | 0                | 0        | 0        | 0                | 0                | 16     | 6      |
| 11. | Alexandru Chipciu   | 17                 | 0                  | 1                | 0                | 1        | 0        | 2                | 0                | 21     | 0      |
| 12. | Dennis Appiah       | 27                 | 0                  | 2                | 0                | 1        | 0        | 6                | 0                | 36     | 0      |
| 15. | Kenny Saief         | 17                 | 1                  | 0                | 0                | 0        | 0        | 0                | 0                | 17     | 1      |
| 17. | Massimo Bruno       | 17                 | 2                  | 2                | 0                | 0        | 0        | 4                | 0                | 23     | 2      |
| 20. | Sven Kums           | 35                 | 0                  | 2                | 0                | 1        | 0        | 5                | 0                | 43     | 0      |
| 23. | Frank Boeckx        | 8                  | 0                  | 1                | 0                | 0        | 0        | 3                | 0                | 12     | 0      |
| 24. | Isaac Thelin        | 2                  | 0                  | 0                | 0                | 1        | 0        | 0                | 0                | 3      | 0      |
| 25. | Adrien Trebel       | 33                 | 2                  | 1                | 0                | 1        | 1        | 6                | 0                | 41     | 3      |
| 30. | Boy de Jong         | 0                  | 0                  | 0                | 0                | 0        | 0        | 0                | 0                | 0      | 0      |
| 32. | Leander Dendoncker  | 36                 | 1                  | 2                | 0                | 0        | 0        | 6                | 0                | 44     | 1      |
| 35. | Silvère Ganvoula    | 16                 | 3                  | 0                | 0                | 0        | 0        | 0                | 0                | 16     | 3      |
| 36. | Robert Berić        | 6                  | 0                  | 0                | 0                | 0        | 0        | 0                | 0                | 6      | 0      |
| 37. | Ivan Obradović      | 25                 | 0                  | 2                | 0                | 1        | 0        | 3                | 0                | 31     | 0      |
| 38. | Mohammed Dauda      | 2                  | 0                  | 0                | 0                | 0        | 0        | 0                | 0                | 2      | 0      |
| 39. | Edo Kayembe         | 1                  | 0                  | 0                | 0                | 0        | 0        | 0                | 0                | 1      | 0      |
| 40. | Francis Amuzu       | 11                 | 1                  | 0                | 0                | 0        | 0        | 0                | 0                | 11     | 1      |
| 41. | Emmanuel Sowah      | 1                  | 0                  | 0                | 0                | 0        | 0        | 0                | 0                | 1      | 0      |
| 44. | Hannes Delcroix     | 0                  | 0                  | 0                | 0                | 0        | 0        | 0                | 0                | 0      | 0      |
| 47. | Abdoul Danté        | 3                  | 0                  | 0                | 0                | 0        | 0        | 0                | 0                | 3      | 0      |
| 48. | Albert Sambi        | 7                  | 0                  | 0                | 0                | 0        | 0        | 0                | 0                | 7      | 0      |
| 50. | Lazar Marković      | 8                  | 1                  | 0                | 0                | 0        | 0        | 0                | 0                | 8      | 1      |
| 52. | Nelson Azevedo      | 1                  | 0                  | 0                | 0                | 0        | 0        | 0                | 0                | 1      | 0      |
| 56. | Alexis Saelemaekers | 11                 | 0                  | 0                | 0                | 0        | 0        | 0                | 0                | 11     | 0      |
| 91. | Łukasz Teodorczyk   | 33                 | 15                 | 0                | 0                | 1        | 0        | 6                | 0                | 40     | 15     |
| 94. | Sofiane Hanni       | 23                 | 8                  | 1                | 0                | 1        | 1        | 6                | 1                | 31     | 10     |
| 99. | Hamdi Harbaoui      | 11                 | 3                  | 2                | 0                | 0        | 0        | 2                | 0                | 15     | 3      |

## Afbeeldingen

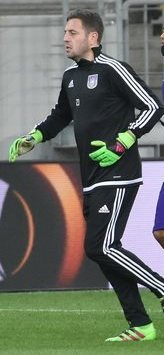
Frank Boeckx (doelman)
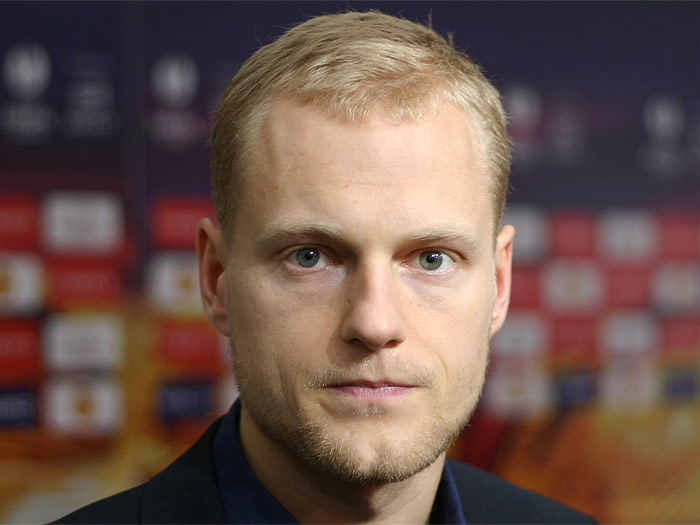
Olivier Deschacht (verdediger)
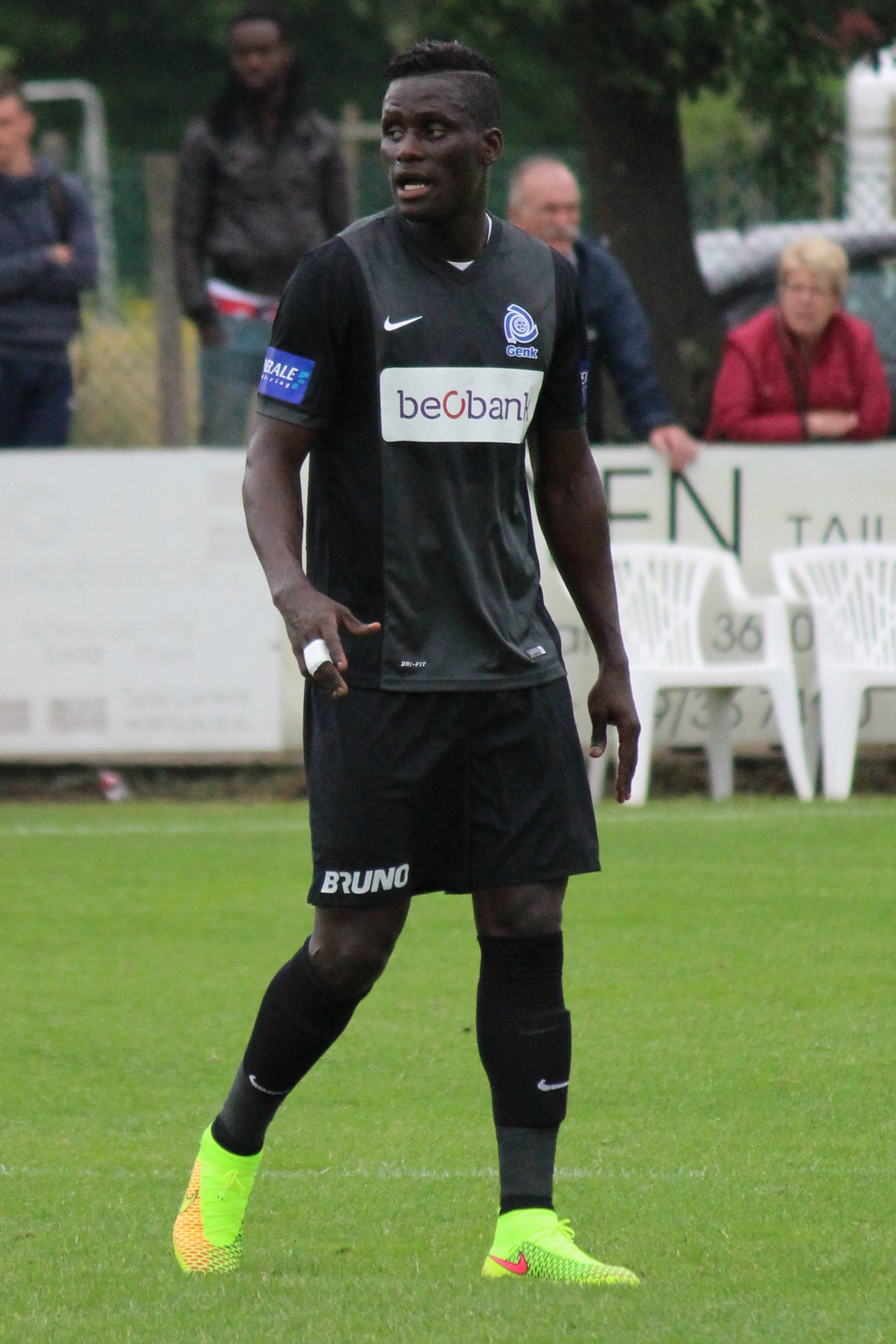
Kara Mbodji (verdediger)
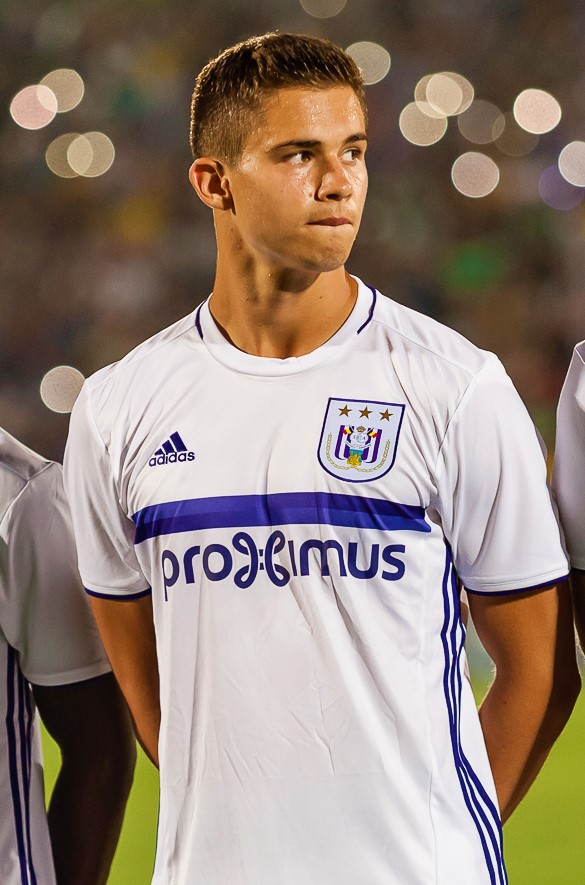
Leander Dendoncker (middenvelder)
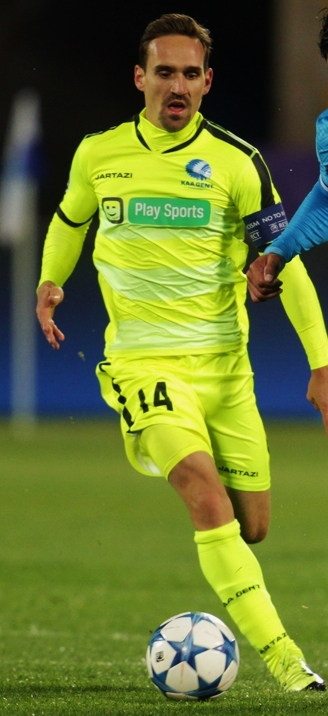
Sven Kums (middenvelder)
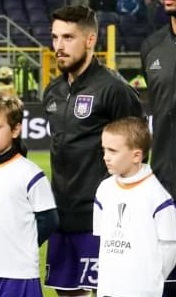
Nicolae Stanciu (middenvelder)
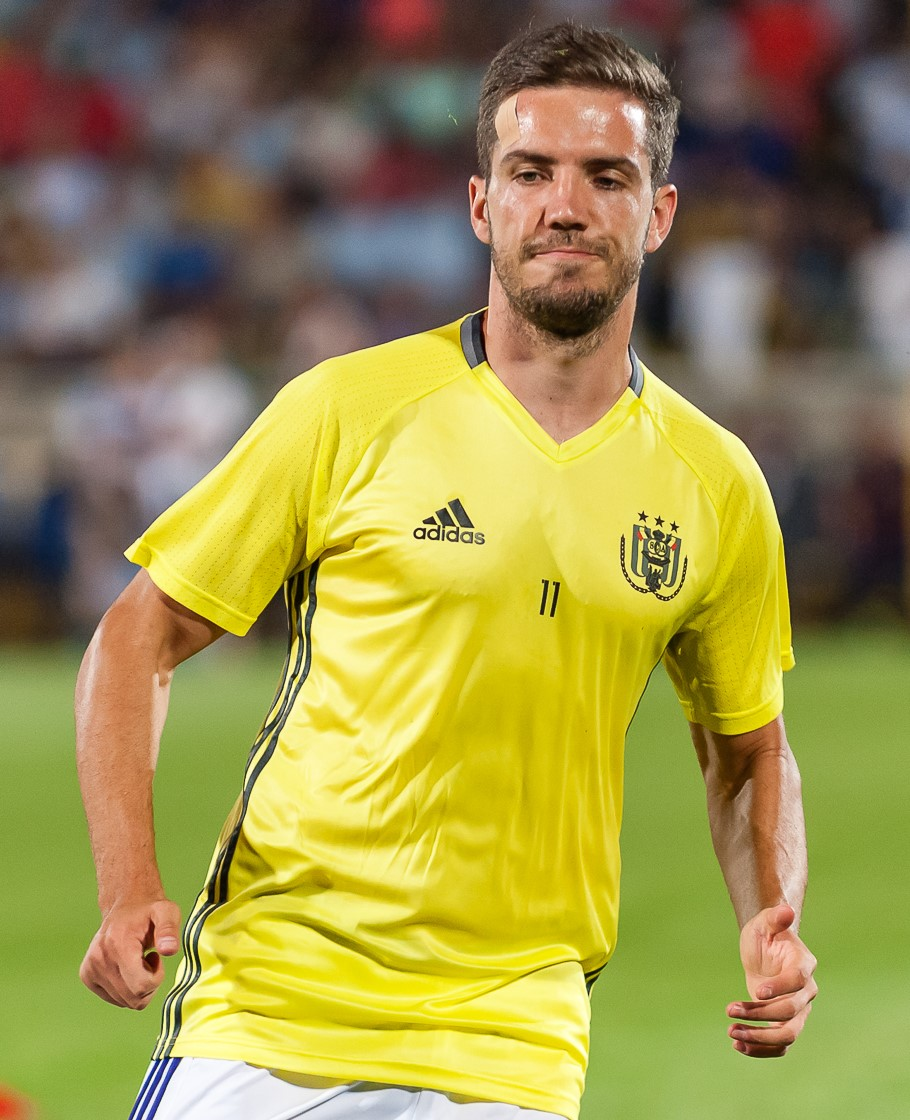
Alexandru Chipciu (middenvelder)
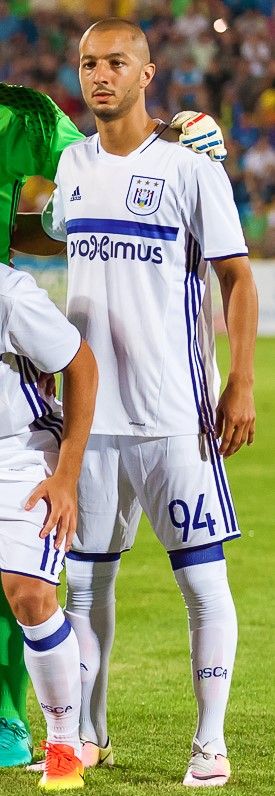
Sofiane Hanni (middenvelder)
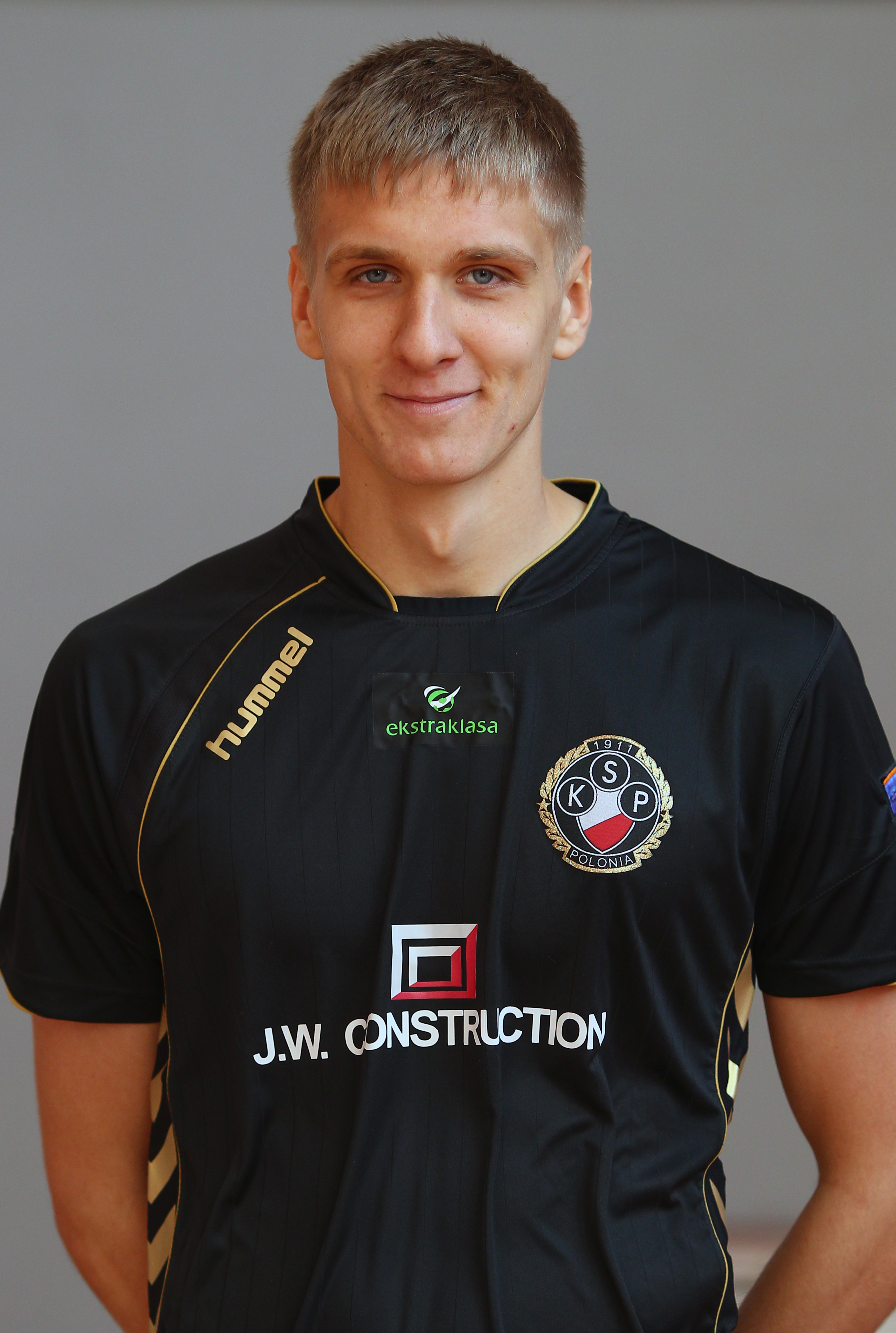
Łukasz Teodorczyk (aanvaller)